# Международная организация радиовещания и телевидения
Международная организация радиовещания и телевидения (официально по-французски: Organisation Internationale de Radiodiffusion et de Télévision или OIRT (до 1960 года Organisation Internationale de Radiodiffusion, OIR, International Broadcasting Organization, IBO) — международная организация вещательных организаций (как правило государственных) существовавшая в 1946—1993 гг. Она продвигала интересы вещательных компаний, помогала в поиске международного содействия и решения в любых вопросах, касавшихся вещания, изучала и разрабатывала все меры, основной целью которых было развитие вещания, создавала связи и обеспечивала обмен информации между ними. Деятельность распространялась, как правило, на социалистические страны, зависимые от СССР.

## Описание
OIRT представлялась как добровольное некоммерческое объединение телевизионных и радиовещательных организаций, преследующее цель обмена программами, а также информацией, касающейся производства программ и технического развития. Достижение этой цели считалось залогом распространения правдивой информации и культурных ценностей во всем мировом сообществе. В отличии от Европейского вещательного союза (Европейская вещательная зона), OIRT не имела собственной зоны вещания либо других региональных границ, в пределах который было возможно членство вещательных организаций.
Финансирование OIRT осуществлялось за счет членских взносов, уплачивавшихся всеми членами организации, доходов от издательской деятельности и иных источников. Организация сотрудничала с международными и региональными (в частности, с ЕВС) телерадиовещательными организациями, Организацией Объединенных Наций и ЮНЕСКО, а также с различными телекоммуникационными организациями  В частности, OIRT имел статус организации категории C в ЮНЕСКО, был включен в реестр организаций ЭКОСОС, имел консультативный статус при Международном союзе электросвязи, сотрудничал с Международным советом по кино и телевидению.  OIRT являлся членом Международной конференции вещательных союзов, и в 1986 году в Праге принимал Пятую всемирную конференцию вещательных объединений, собравшую 175 представителей из 9 вещательных организаций.
Уставными целями OIRT (статья II Устава) являлись:
- установление связей между различными организациями, обеспечивающими радио и телевизионное вещание, и согласными с положениями Устава OIRT;
- обеспечение, насколько это возможно, полного взаимного обмена информацией между членами OIRT о техническом прогрессе звукового и телевизионного вещания, о различных схемах, направленных на совершенствование методов вещания, и, в целом, обо всех мерах, принимаемых в сфере вещания;
- всесторонняя защита интересов радио и телевидения во всех сферах;
- поиск решения проблем вещания посредством международного сотрудничества;
- изучение и разработка всех мер, в целом направленных на развитие радио и телевидения, особенно на развитие технике вещания;
- изучение и разработка мер, важных для быстрого развития методов радио и телевещания в недостаточно электрифицированных регионах и регионах со специфическими климатическими условиями.

Для достижения этих целей OIRT (статья III Устава):
- обеспечивала, чтобы все ее члены строго соблюдали свои взаимные обязательства;
- концентрировала всю информацию, имевшую отношение к радиовещанию и телевидению;
- формировала комиссии и исследовательские группы, которым поручалось изучение проблем, характерных для радио и телевидения;
- обеспечивала, чтобы все ее члены неукоснительно соблюдали положения международных соглашений, касающихся радио и телевидения;
- использовала все возможные средства для принуждения всех вещательных организаций, не являвшихся членами OIRT, соблюдать международные соглашения по радио и телевидению и те, которые касаются отрасли связи в части радиовещания и телевидения;
- сотрудничала со всеми правительственными службами, ведающими вопросами телекоммуникации, и со всеми теми, от кого зависят телерадиовещательные службы и организации в каждой стране, а также с Международным союзом электросвязи, всеми официальными международными органами, проявляющими интерес к проблемам вещания, и всеми иными органами, компаниями, группами и лицами, сотрудничество с которыми могло помочь OIRT в достижении своих уставных целей;
- рассматривала вероятность стать в соответствии со статьей 57 Устава Организации Объединенных Наций одним из специализированных учреждений или присоединиться к какому-либо специализированному учреждению;
- выпускала монографии, доклады, журналы и библиотеки;
- могла прибегнуть к любым адекватным действиям или исследованиям.[6]

Штаб-квартира OIRT с 1950 года располагалась в столице Чехословакии - Праге, по адресу: ул. Mrazovky, 15 Praga 5. (бывшая Либкнехтова улица)., а позднее по адресу: 1 Skokanska 169, 56, Praga 6.
В 1969 году расходы OIRT составили 4 356 300 чехословацких крон. К 1979 году они достигли 6 828 000 чехословацких крон. Крупнейшим донором бюджета OIRT было Гостелерадио СССР (TSS), вносившее вклад, равный 18 процентам годового бюджета организации, на втором месте по уровню донации находился Комитет по делам радио и телевидения Польши (PRTV), чей вклад равнялся 11 процентам годового бюджета. При этом советские вещательные организации сообща (Гостелерадио СССР,  Белоруссии, Латвии, Литвы, Молдавии, Украины, Эстонии) вносили вклад, равный 44 процентам бюджета OIRT,  то есть фактически советские вещатели обеспечивали половину годового бюджета организации.  В феврале 1980 года подкомитет по надзору Палаты представителей Конгресса США утверждал, что СССР субсидирует деятельность OIRT на 50 тысяч долларов США. Штат OIRT в 1983 году насчитывал 70 сотрудников (штат ЕВС в том же году насчитывал 225 человек). К концу 1980-х годов штат OIRT достиг цифры в 111 сотрудников.
Потенциальная телеаудитория OIRT достигала 350 миллионов зрителей. В 1974 году аудитория Интервидения оценивалась в 100 миллионов зрителей. При этом, аудитория музыкального шоу, потенциального транслируемого на все страны Интервидения, оценивалась в 40 миллионов человек без учета советских телезрителей.
Официальными языками OIRT с 1946 года были английский, русский и французский. Китайский язык кратковременно наделялся статусом официального в 1952 году при принятии в состав OIRT Китая. С 1959 года немецкий язык был наделен статусом официального языка конференций и публикаций OIRT. На протяжении всего существования организация сохранила франкоязычную аббревиатуру OIRT в качестве своего названия, в то время, как англоязычная IBO использовалась лишь время от времени.
OIRT выпускала периодические печатные издания: ежемесячный бюллетень "Информация OIRT", а также журнал "Радио и телевидение", выходивший шесть раз в год, и имевший небольшую редакцию в Праге. В публикациях журнала (на английском, французском, русском, немецком языках) сообщалось о деятельности OIRT и ее членов, а также о работе всех органов и их подкомиссий. Четыре раза в год выпускались каталоги передач ("Catalogue of Transmissions suitable for Exchange"), предлагаемых для обмена, отправлявшиеся в адрес как участников OIRT, так и членов Евровидения (с 1956 года - каталоги радиопрограмм, с 1960 - каталоги телепередач).

## История
Результативная деятельность предшествующей организации - Международного вещательного союза IBU-UIR -  прекратилась с началом Второй мировой войны. Она попала под немецкий и, следовательно, нацистский контроль: наблюдательно-технический центр в Брюсселе, занимаясь в мирное время всеобщей полезной задачей по отслеживанию параметров вещания европейских радиостанций и разрешению споров по волновым коллизиям, продолжал функционировать во время войны и служил немецкому вермахту, в частности, в качестве станции прослушивания радиопереговоров союзников. После окончания войны IBU все еще существовал, но считался дискредитированным из-за сотрудничества с нацистским режимом и больше не пользовался доверием со стороны европейских стран и особенно Советского Союза, который решительно настаивал на роспуске IBU.
Хотя окончание войны означало возможность нормализации и возобновления деятельности европейского вещательного сектора, необходимо было создать новые институциональные рамки, что в условиях мировой политической конфронтации, начавшейся после 1945 года, представляло собой сложную задачу. Возобновление международного сотрудничества в конечном итоге привело к тому, что бывшие противники во Второй мировой войне, такие как Германия с одной стороны, и Советский Союз, Великобритания и Франция с другой, должны были сформулировать и реализовать общие интересы. Дальнейшее существование IBU категорически отвергал Советский Союз как Держава-победительница, выступая за переформирование сил в европейском вещательном пространстве с созданием доминирующей роли для себя. Впервые свою позицию СССР заявил на брюссельской международной встрече вещателей из 20 стран, состоявшейся 12-15 марта 1946 года, где наряду с созданием новой организации с советским влиянием предлагалось наделить ее полномочиями по глобальному перераспределению волн, что было в интересах советской делегации, испытывавшей недостаток пространства для вещания. Это было объективной проблемой, так как международное вещательное сообщество в 1946 году продолжало жить по устаревшему Люцернскому волновому плану 1933 года из-за того, что принятые позднее уточненные планы так и не вступили в силу. Дополнительно СССР предложила новую модель голосования в будущем вещательном союзе: объем голосов должен быть пропорциональным площади страны и количеству радиопередатчиков на ее территории.
28 июня 1946 года под руководством Советского Союза была создана OIR со штаб-квартирой в Брюсселе. Основателями стали 26 вещательных организаций, при этом Великобритания в состав учредителей не вошла. В течение первого полугодия 1946 года BBC прорабатывала вопрос возрождения IBU, колеблясь между временным членством в ней и акцентом на приоритете перераспределения волн между крупными странами перед созданием какой-то новой вещательной ассоциации. Конференция по возрождению IBU должна была состояться в июле 1946 года, но 14 июня 1946 председатель комитета по воссозданию союза Кюйперс получил от BBC письмо, в котором британский вещатель уведомлял о том, что по итогам повторного изучения устава IBU он принял решение об отказе в присоединении к организации. Две недели спустя Великобритания оказалась вне всякого международного сотрудничества. Попытка 29 июня 1946 года на собрании IBU отменить решение о создании новой организации завершилась неудачей и выходом из состава IBU 18 вещателей, полностью перешедших в состав OIR.
В состав OIR вошли (согласно повестке дня I сессии исполнительного комитета организации от 5 августа 1946 года): 
| Страна             | Вещательная организация                                    |
| ------------------ | ---------------------------------------------------------- |
| Албания            | Enti Shqiptare Audicijoni Radiofonike I Tirana             |
| Алжир              | Gouvernement général de l’Algérie, Service central des PTT |
| Белорусская ССР    | Радиокомитет БССР                                          |
| Бельгия            | Institut national beIge de Radiodiffusion (INR)            |
| Болгария           | Radio-Sofia                                                |
| Ватикан            | Radio Vaticana                                             |
| Венгрия            | Magyar Rádió                                               |
| Египет             | Egyptian State Telegraphs and Telephones                   |
| Италия             | Radio Audizioni Italia (RAI)                               |
| Карело-Финская ССР | Комитет по радиофикации и радиовещанию при СНК КФССР       |
| Латвийская ССР     | Радиокомитет Латвийской ССР                                |
| Литовская ССР      | Радиокомитет Литовской ССР                                 |
| Люксембург         | Compagnie Luxembourgeoise de Radiodiffusion (CLR)          |
| Марокко            | Office chérifien des Postes, Télégraphes et Téléphones     |
| Молдавская ССР     | Радиокомитет МССР                                          |
| Монако             | Radio Monte-Carlo                                          |
| Нидерланды         | Radio Nederland in den Overgangstijd (RNIO)                |
| Польша             | Polskie Radjo S.A.                                         |
| Румыния            | Societatea romana de Radiodifuziune                        |
| Сирия              | Radio Damascus                                             |
| СССР               | Радиокомитет СССР                                          |
| Тунис              | Office des Postes, Télégraphes et Téléphones               |
| Украинская ССР     | Радиокомитет УССР                                          |
| Финляндия          | Oy. Yleisradio Ab.                                         |
| Франция            | Radiodiffusion Française                                   |
| Чехословакия       | Radiojournal                                               |
| Эстонская ССР      | Радиокомитет Эстонской ССР                                 |
| Югославия          | Jugoslovenska Radiodifuzija                                |

С момента создания в сфере международного вещания возникла дилемма IBU-OIR поскольку обе организации хотели работать параллельно с одной и той же сферой деятельности.
Кроме того, в 1948 году было принято решение о новом плане распределения радиочастот на Европейской радиовещательной конференции в Копенгагене - так называемый Копенгагенский общий волновой план. Если до войны IBU имел статус эксперта в области распределения радиочастот, то теперь на эту должность претендовала и недавно созданная OIR. Поскольку дискредитированный IBU больше не смог восстановить свое прежнее положение, большинство его оставшихся членов покинули организацию в 1946 году, чтобы стать соучредителями OIR, который в свою очередь стал главным претендентом на осуществление функций экспертной организации при распределении волнового плана.
В ОIR в свою очередь, был введен новый режим голосования. На момент основания ОIR насчитывала 26 членов и в ней преобладали представители Советского Союза, поскольку входившие в состав СССР республики вошли в организацию в качестве самостоятельных государств. Против Советского Союза с его восемью республиками и соответственно восемью голосами и Франции с ее североафриканскими колониями и, следовательно, четырьмя голосами влиятельная британская BBC имела бы только один голос, если бы вошла в организацию. Британский вещатель отверг такой порядок голосования, отказавшись как от все еще существующего IBU, с которым он с 1941 года не сотрудничал, так и от OIR. Порядок голосования, предложенный BBC, предусматривал распределение голосов в соответствии с членством в Международном союзе электросвязи - таким образом, право голоса имела бы только одна вещательная организация из каждого государства-члена МСЭ. Но это, в свою очередь, обеспечило бы западное господство над восточным, находящимся под влиянием Советского Союза.
BBC, настроенное на создание новой вещательной организации под эгидой Объединенных наций, ожидало, что конференция ООН по радиовещанию 1946 года наведет порядок в образовавшейся дилемме, однако в том году конференция не состоялась, а последовавшие за ней в 1947 и 1948 годах вещательные конференции ООН в Атлантик-Сити и Копенгагене принципиальных решений выработать не смогли. Определить единую экспертную организацию для формирования нового волнового плана также не получалось - претензии OIR на статус экспертов были заблокированы британской стороной. К этому моменту OIR арендовал Технический центр IBU в Брюсселе и нанял туда сотрудников. Это было сделано с ведома IBU, который в 1946 году на собственной ассамблее не смог набрать достаточного количества голосов за самороспуск и обязался передать свой технический центр в OIR, как в "в организацию большинства". Предложение BBC о вступлении в состав OIR в обмен на изменение порядка голосования, предложенное британцами ранее, не прошло. Деловой климат на переговорах между вещателями по мере растущей напряженности между западными и социалистическими государствами и развития Берлинского кризиса постоянно ухудшался.
С 1948 года BBC приступил к подготовке создания новой вещательной организации. 19 мая 1948 года OIR опубликовал из Брюсселя заявление, в котором объявил себя "единственным представительным европейским органом в области вещания".  В течение 1949 года проходил ряд консультаций по выходу из сложившегося кризиса, а центральной встречей стала августовское совещание Совета IBU, руководителей OIR и BBC в итальянской Стрезе. Итальянский вещатель RAI, одновременно являвшийся членом обеих конфликтовавших организаций, рассчитывал выступить посредником в разрешении спорных вопросов, однако после ряда встреч старые противоречия не удалось преодолеть и совещание было признано неудачным, что напрямую обусловило дальнейшие события.
Тогда же в Стрезе с инициативы BBC начал закладываться западноевропейский консенсус - если OIR не согласится поменять свой устав так, как его видит британское вещание, Лондон приступит к созданию нового союза с ядром из стран - участниц Плана Маршалла. Бельгийская, французская, итальянская и нидерландская делегация сразу же дали понять, что готовы уйти из OIR при условии создания нового союза и после консультаций с национальными властями. Три месяца спустя, на Генеральной ассамблее OIR в Брюсселе в ноябре 1949 года вещатели из Бельгии, Франции, Италии и Нидерландов объявили о выходе из OIR. К ним присоединились вещатели из Люксембурга, Монако, Марокко, Туниса, Ливана и Египта, а президент OIR Жюльен Кюйперс подал в отставку.
Период неопределенности завершился созданием в феврале 1950 года новой западной радиовещательной организации - Европейского вещательного союза (EBU). После того, как Бельгия покинула OIR, возникла вынужденная необходимость открыть новую штаб-квартиру. Согласно бельгийскому законодательству, после выхода бельгийского вещателя персоналу OIR больше не разрешалось работать на территории страны. Таким образом, первым пунктом повестки дня на внеочередной Генеральной Ассамблее OIR, состоявшейся в начале января 1950 года в Праге, был поиск нового места дислокации. В ответ на приглашение чешского правительства OIR перенесло свою штаб-квартиру из Брюсселя в Прагу, а все сотрудники брюссельского технического центра через несколько дней после завершения Ассамблеи были уволены без предупреждения и на неопределенный срок. Месяц спустя в британском Торки был сформирован Европейский вещательный союз.
После формирования Европейского вещательного союза в OIR осталось 15 членов: Албания (Радио Тирана), Болгария (Болгарское радио), Финляндия (YLE, единственный вещатель, являвшийся с 1950 года членом и OIRT, и ЕВС), Польша (Польское радио), Румыния (Комитет радиофикации и радиовещания), СССР (Комитет по радиовещанию при Совете министров СССР), Эстонская ССР (Радиокомитет ЭССР), Карело-Финская ССР (Комитет по радиофикации и радиовещанию при СНК КФССР), Литовская ССР (Радиокомитет Литовской ССР), Латвийская ССР (Радиокомитет Латвийской ССР), Молдавская ССР (Радиокомитет МССР), Украинская ССР (Радиокомитет УССР), Белорусская ССР (Радиокомитет БССР), Чехословакия (Чехословацкий радиовещательный комитет), Венгрия (Венгерское радио).
В 1951 году в OIRT вступило Главное управление Германского демократического радио (с 1953 года Государственный комитет ГДР по радиовещанию), в 1968 году — Государственный комитет ГДР по телевидению. Позднее в OIRT вошли RTA (Алжир, 1962, в 1969 году перешёл в EBU), VOV (Вьетнам, 1956), ERTU (Египет), CCBC (Китай, 1952), KCBC (Корея (КНДР), 1953), ICRT (1962, Куба), ORTAS (Сирия), Иракское радио и МРТУХ (МНР, Монголия).
С 1957 года OIRT установил взаимодействие с Европейским вещательным союзом на уровне технических комитетов, с 1965 года началось взаимодействие между программными комитетами этих организаций. С 1968 года в целях координации деятельности по освещению Олимпийских игр впервые сформирована Оперативная группа EBU/OIRT, состоящая из 160 человек, представляющих европейских вещателей из обоих союзов и представителей мексиканского олимпийского вещания, обеспечившая передачу на европейский континент 136 часов спортивного мероприятия.
В июле 1959 года OIR изменила свое название на Organisation Internationale de Radiodiffusion et de Télévision (OIRT).
С середины 1960-х годов OIRT осуществлял мероприятия по помощи и поддержке вещателей из африканских и азиатских стран, в частности, оказывал методическую помощь, предоставлял материал для показа по каналам радио и телевидения, а иногда оказывал консультативную помощь (телевидение ГДР принимало участие в создании Вьетнамского телевидения, а также оказывало помощь в восстановлении камбоджийскому телевидению после режима Пола Пота). С 1978 года чехословацкое телевидение проводило обучающие семинары для вещателей по редактуре и подготовке программ, Телевидение ГДР с начала 1970-х годов готовила кадры для телевидения и радиовещания развивающихся стран и регулярно привлекала в страну стипендиатов для обучения. Сам OIRT в конце 1980-х годов планировал создать Координационное бюро по сотрудничеству с развивающимися странами.
В 1963 году обострились отношения OIRT и китайской делегации. На сентябрьской встрече в Бухаресте, представители Китая потребовали, чтобы делегации OIRT прекратили участие в работе Всемирного совета мира. Требование китайских представителей было отклонено, но практическое участие OIRT в работе Всемирного совета было свернуто. Китай остался формальным членом OIRT, но прекратил с 1963 года осуществление членских выплат в организацию. Выдвигались предположения, что, контролируя Шанхайский технический центр OIRT, китайское телерадио сделает попытку создать альтернативный внерегиональный вещательный союз, однако практического воплощения они не нашли.
В ноябре 1963 года генеральный секретарь OIRT Гржебик и руководитель технического центра Интервидения Егоров участвовали в рабочей встрече с представителями югославского телевидения в Загребе. В ходе визита представители OIRT сообщили, что JRT может участвовать во всех органах взаимодействия OIRT в качестве наблюдателей, и что, возможно членство JRT в Интервидении не потребует членства в OIRT, где оплачиваются значительные регистрационные сборы.
С 1960 года OIRT и ЕВС активно взаимодействовали по вопросам: расширения обмена между "Интервидением" и "Евровидением" художественными программами, а также решение юридических и финансовых трудностей; расширение обмена актуальными программами; техническая работа сетей обмена, особенно качественное улучшение каналов изображения и звука для передачи трансляций; вопросы распределения прав на трансляцию крупных международных спортивных мероприятий, а также вопросы рекламы в рамках этих трансляций, стоимость лицензий на спортивные программы. В 1970-е-1980-е годы OIRT сотрудничала с ЕВС и другими международными вещательными организации в области кооперативного приобретения спортивных прав на трансляции Летних и Зимних Олимпийский игр, а также Чемпионатов мира по футболу. Так, за показ Летних Олимпийских игр 1984 года в Лос-Анджелесе ЕВС заплатил в среднем по 17 долларов за трансляцию на один телеприемник, а OIRT - 0,5 доллара. 18 ноября 1971 года девятью членами OIRT было подписано соглашение о создании системы "Интерспутник". В 1986 году OIRT разрабатывал концепцию международного канала "Interprogramm"
В связи с процессами трансформации в Восточной Европе, которые начались c 1986 года, возникла необходимость в переориентации OIRT - с дальнейшем открытием для новых участников, организованных государством, частным сектором и общественно-правовыми организациями из несоциалистических зарубежных стран и соответствующими изменениями в устав организации, внесенными в 1989 году. В этот период начали усиленнее звучать призывы к более тесному сотрудничеству с Европейским вещательным союзом, а также предложения за ликвидацию OIRT.
23 сентября 1992 года состоялось последнее заседание управляющего Совета Интервидения в Москве. 1 января 1993 года OIRT самораспустилась.

## Члены
Участие в OIRT не зависело от каких-либо географических или иных объективных условий.
Выделялось два вида участия: активное и ассоциированное членство. Активные члены имели право голоса в органах управления организации, ассоциированные члены были лишены этого права. Все участники OIRT несли обязанность уплачивать ежегодные членские взносы. Членские взносы рассчитывались в соответствии с критерием, разработанном с учетом количества телевизоров и радиоприемников в соответствующей стране.
Заявки вещательных организаций на членство в OIRT должны были сопровождаться информацией о структуре организации, ее технических возможностях и правовом статусе. Данные заявки рассматривались Административным советом OIRT, которому для утверждения приема нового члена в состав организации требовалось большинство в две трети от существующего кворума либо от общего количества членов совета.
В соответствии со статьей V Устава OIRT его членами могли стать следующие организации:
- государственные организации, непосредственно обеспечивающие телерадиовещание;
- организации гражданского характера, которые под руководством правительства обеспечивает телерадиовещание;
- национальные организации гражданского характера, объединяющие организации, удовлетворяющие условиям членства, перечисленные в предыдущих пунктах.

Уставом предусматривалось, что в каждой стране может быть только один активный член. (Этот подход также сохранялся в Европейском вещательном союзе до 1959 года, когда под давлением британских вещателей был пересмотрен Устав организации).
При этом существовали правила определения активного члена:
- в стране есть только один вещатель любой организационной формы: если в стране существовала только одна государственная или одна частная, санкционированная государством служба вещания, то она имела все основания стать представителем страны в OIRT с правом активного членства.
- в стране есть несколько государственных вещателей: если в стране существовало несколько государственных служб вещания, удовлетворяющих критериям членства, то им предписывалось определить активного члена по взаимной договоренности, либо создать общую организацию гражданского характера для их коллективного представления в OIRT - окончательная ответственность за определение представителя возлагалась на правительство делегирующей страны.
- в стране есть несколько вещателей, как государственных, так и частных: если в стране существуют как государственные службы вещания (отдельные или групповые), так и частные санкционированные государством службы вещания (отдельные или групповые) приоритет при наделении правом активного члена OIRT предписывалось отдавать государственным службам вещания.
- в стране есть несколько частных вещателей: если в стране существовали только частные службы вещания, то им предписывалось определить активного члена OIRT по взаимной договоренности, а в случае отсутствия консенсуса статусом в OIRT вещателя наделял компетентный орган правительства.

Ассоциированными членами OIRT могли быть те радио и телевизионные организации или группы радио и телевизионных организаций, которые, хоть и отвечая всем условиям для активного членства, не могли считаться организацией или группой организаций, представляющих их страну в качестве активных членов. Они не пользовались ни одним из социальных прав активных членов, в частности правом становиться членами Административного совета или правом решающего голоса на сессиях Генеральной ассамблеи. Однако они могли присутствовать на сессиях этой Ассамблеи с правом совещательного голоса и пользоваться услугами, предоставляемыми OIRT.
Членами OIRT были:
| Члены OIRT (по состоянию на начало 1992 года) | Члены OIRT (по состоянию на начало 1992 года)                        | Члены OIRT (по состоянию на начало 1992 года) | Члены OIRT (по состоянию на начало 1992 года) |
| Страна                                        | Вещательная организация                                              | Аббревиатура                                  | Год вступления                                |
| --------------------------------------------- | -------------------------------------------------------------------- | --------------------------------------------- | --------------------------------------------- |
| Афганистан                                    | Da Afġānistān Millī Rādīo Televizion                                 | RTA                                           | -                                             |
| Алжир                                         | Établissement public de télévision                                   | EPTV                                          | 1946                                          |
| Алжир                                         | Entreprise nationale de radiodiffusion sonore                        | ENRS                                          | 1946                                          |
| Беларусь                                      | Гостелерадио Республики Беларусь                                     | BTRC                                          | 1946                                          |
| Болгария                                      | Българска телевизия                                                  | BT                                            | 1946                                          |
| Болгария                                      | Българското радио                                                    | BR                                            | 1946                                          |
| Куба                                          | Instituto Cubano de Radio y Televisión                               | ICRT                                          | 1962                                          |
| Чехословакия                                  | Československý rozhlas                                               | ČSR                                           | 1946                                          |
| Чехословакия                                  | Československá televize                                              | ČST                                           | 1946                                          |
| Эстония                                       | Eesti Raadio                                                         | ER                                            | 1946                                          |
| Эстония                                       | Eesti Televisioon                                                    | ETV                                           | 1946                                          |
| Финляндия                                     | Yleisradio Oy                                                        | YLE                                           | 1946                                          |
| Венгрия                                       | Magyar Rádió                                                         | MR                                            | 1946                                          |
| Венгрия                                       | Magyar Televízió                                                     | MTV                                           | 1946                                          |
| Ирак                                          | Iraqi Broadcasting and Television Establishment                      | IBTE                                          | -                                             |
| Камбоджа                                      | Radio Television Cambodge                                            | RTC                                           | -                                             |
| КНДР                                          | Korean Central Broadcasting Committee                                | KCBC                                          | 1953                                          |
| Лаос                                          | Lao National Radio and Television                                    | RTNL                                          | -                                             |
| Латвия                                        | Latvijas Radio                                                       | LR                                            | 1946                                          |
| Латвия                                        | Latvijas Televīzija                                                  | LTV                                           | 1946                                          |
| Литва                                         | Lietuvos radijas ir televizija                                       | LRT                                           | 1946                                          |
| Молдова                                       | Radioteleviziunea Naţională a Republicii Moldova                     | RTNM                                          | 1946                                          |
| Монголия                                      | Mongol Radio and Television                                          | MRTV                                          | -                                             |
| Никарагуа                                     | Sistema Nacional de Televisión                                       | SNTV                                          | 1984                                          |
| Польша                                        | Komitet do spraw Radia i Telewizji                                   | PRTV                                          | 1946                                          |
| Румыния                                       | Radioteleviziunii Române                                             | RTR                                           | 1946                                          |
| Россия                                        | РГТРК "Останкино"                                                    | RTO                                           | 1991                                          |
| Украина                                       | Государственная телерадиовещательная компания Украины                | DRTU                                          | 1946                                          |
| Вьетнам                                       | Viet Nam Radio and Television                                        | VNRT                                          | -                                             |
| Йемен                                         | Yemen Radio and Television                                           | YRT                                           | 1984                                          |
| Ассоциированные члены                         |                                                                      |                                               |                                               |
| Япония                                        | TV Asahi                                                             | TELE-ASA                                      | 1984                                          |
| Япония                                        | Nippon Hōsō Kyōkai                                                   | NHK                                           | 1984                                          |
| Югославия                                     | Jugoslovenska Radiotelevizija                                        | JRT                                           | 1988                                          |
| Германия                                      | - ARD - Zweites Deutsches Fernsehen                                  | ARD/ZDF                                       | 1988                                          |
| Испания                                       | Ràdio i Televisió Nacional de Catalunya                              | RTNC                                          | 1988                                          |
| Италия                                        | Radiotelevisione Italiana                                            | RAI                                           | 1991                                          |
| Австрия                                       | Österreichischer Rundfunk                                            | ORF                                           | 1991                                          |
| Франция                                       | Organisme français de radiodiffusion et de télévision                | OFRT                                          | 1991                                          |
| Участвовавшие ранее                           |                                                                      |                                               |                                               |
| СССР                                          | Гостелерадио СССР                                                    | TSS                                           | 1946-1991                                     |
| СССР                                          | Всесоюзная государственная телерадиовещательная компания             | RTSS                                          | 1991                                          |
| ГДР                                           | Rundfunk der DDR                                                     | DDR-R                                         | 1952-1990                                     |
| ГДР                                           | Deutscher Fernsehfunk                                                | DDR-FS                                        | 1968-1990                                     |
| Венгрия                                       | Magyar Rádió és Televízió                                            | MRT                                           | 1958-1974                                     |
| Румыния                                       | Comitetul de Radiodifuziune şi Televiziune                           | CRT                                           | 1949-1974                                     |
| Болгария                                      | Българска телевизия и радио                                          | BTR                                           | 1946-1971                                     |
| Болгария                                      | Комитет за телевизия и радио                                         | -                                             | 1971-1977, 1986-1990                          |
| Болгария                                      | Българска телевизия, Българското радио                               | BT, BR                                        | 1977-1986                                     |
| Китай                                         | Центральное бюро телерадиовещания                                    | CCT                                           | 1952-1966                                     |
| Мали                                          | Radio Nationale du Mali                                              | RM                                            | c 1961                                        |
| Албания                                       | Радио Тирана                                                         | RSH                                           | 1946-1960-е                                   |
| Эстонская ССР                                 | Государственный комитет Эстонской ССР по телевидению и радиовещанию  | TSS/ESSR                                      | 1946-1990                                     |
| Латвийская ССР                                | Государственный комитет Латвийской ССР по телевидению и радиовещанию | TSS/LSSR                                      | 1946-1990                                     |
| Литовская ССР                                 | Гостелерадио Литовской ССР                                           | TSS/LTSR                                      | 1946-1990                                     |
| Молдавская ССР                                | Гостелерадио Молдавской ССР                                          | TSS/MSSR                                      | 1946-1990                                     |
| Украинская ССР                                | Гостелерадио Украинской ССР                                          | TSS/UkSSR                                     | 1946-1991                                     |
| Белорусская ССР                               | Гостелерадио Белорусской ССР                                         | TSS/BSSR                                      | 1946-1991                                     |
| Карело-Финская ССР                            | Комитет по радиофикации и радиовещанию при СНК КФССР                 | -                                             | 1946-1956                                     |
| Перешедшие в Европейский вещательный союз     |                                                                      |                                               |                                               |
| Бельгия                                       | Institut national beIge de Radiodiffusion                            | INR                                           | 1946-1949                                     |
| Ватикан                                       | Radio Vaticana                                                       | RV                                            | 1946-1950                                     |
| Египет                                        | Egyptian State Telegraphs and Telephones                             | ESB                                           | 1946-1949                                     |
| Италия                                        | Radio Audizioni Italia                                               | RAI                                           | 1946-1949                                     |
| Люксембург                                    | Compagnie Luxembourgeoise de Radiodiffusion                          | CLR                                           | 1946-1949                                     |
| Марокко                                       | Office chérifien des Postes, Télégraphes et Téléphones               | RM                                            | 1946-1949                                     |
| Монако                                        | Radio Monte-Carlo                                                    | RMC                                           | 1946-1949                                     |
| Нидерланды                                    | Radio Nederland in den Overgangstijd                                 | RNIO                                          | 1946-1947                                     |
| Нидерланды                                    | Nederlandse Radio Unie                                               | NRU                                           | 1947-1949                                     |
| Сирия                                         | Radio Damascus                                                       | RD                                            | 1946-1950                                     |
| Тунис                                         | Office des Postes, Télégraphes et Téléphones                         | RT                                            | 1946-1949                                     |
| Франция                                       | Radiodiffusion Française                                             | RDF                                           | 1946-1949                                     |
| Югославия                                     | Jugoslovenska Radiodifuzija                                          | JRD                                           | 1946-1950                                     |

#### Членство Финляндии
Финский вещатель YLE, вступив в Европейский вещательный союз на его учредительной конференции, оставался членом OIRT от Финляндии. Отмечается, что в первые десятилетия существования организации, отношения OIRT и YLE были пассивными. Генеральный директор финского вещания Сундстрем, принимавший участие в январской ассамблее OIRT 1950 года в Праге, охарактеризовал организацию как "пропагандистскую". В годы руководства Эйно Репо в YLE (1965-1969), финский вещатель начал стремиться к роли моста между телевизионным Востоком (вещатели социалистических стран Восточной Европы) и Западом (вещатели капиталистических стран Западной Европы), как и подобало внешней политике президента Финляндии Урхо Кекконена.
Советский Союз приветствовал деятельность Репо, и рекомендовал его в 1966 году в качестве кандидата на руководящие посты в OIRT.  В свою очередь Репо заручился поддержкой финского руководства, включая Кекконена, которые рассматривали работу Репо в OIRT, как признак намерения Финляндии играть роль посредника между двумя противоборствующими политическими блоками в Европе. Однако из-за ряда противоречий, включая затрудненность совмещения руководящих постов в ЕВС и OIRT, Репо стал руководителем OIRT уже по окончании работы в YLE, занимая пост президента с 1969 по 1971 год.
После ухода Репо за контакты с OIRT отвечал программный директор YLE Пекка Сильвола, который позднее вспоминал, что "мы осознавали, что определенным образом помогаем этим социалистическим странам в реализации их целей, но еще больше мы осознавали, что в небольшой степени служим официальной внешней политики финского государства". С 1987 по 1989 году президентом OIRT являлся генеральный директор YLE Саккари Киуру.
Отмечается, что помимо представительской, YLE для OIRT играла роль и снабженца информацией. Большинству представителей стран-членов OIRT было затруднительно путешествовать по западноевропейским странам, но Финляндия, находящаяся на перепутье, чаще могла выступать, как дозволяемая для посещения. Информация по техническим вопросам вещания из Западной Европы зачастую просто не доходила до ответственных лиц вещателей OIRT, но YLE как член ЕВС, могла делиться ей, оказывая ценную методическую поддержку.  Кроме того, являясь участником сети Нордвидения с 1959 года, Евровидения с 1961 года и Интервидения с 1965 года YLE таким образом была представлена в трех международных европейских сетях обмена программами и могла выступать в качестве связующего звена. Начало фактического участия YLE в Интервидении датируется 1961 годом, когда вещатель принял 14 передач, большинство из которых были посвящены футбольным трансляциям и первому полету человека в космос. К 1965 году объем трансляций из Интервидения был еще ниже - из 280 передач, принятых YLE по международным каналам, только 5 поступило от Интервидения, а к до начала 1970-х годов количество часов, затраченных YLE на прием и отправку передач по сети Интервидение, не превышал десяти часов, а в объеме полученных передач процент полученных по Интервидения составлял менее единицы. По мере развития технологических возможностей в 1970-е годы произошло увеличение объема обмена, однако основными формами участия YLE  в Интервидении стали выступления на конкурсе песни Интервидения и организация специальных телевизионных вечеров стран Интервидения.

## Структура и управление
Руководство организацией осуществляли:
- высший орган - Генеральная Ассамблея OIRT, состоявшая из представителей всех организаций-активных членов (по одному представителю от каждой организации). Генеральная ассамблея OIRT собиралась на заседания один раз в два года.[11] К задачам Ассамблеи относились: общий надзор за деятельностью Административного совета и других органов OIRT, назначение генерального секретаря OIRT, формирование Административного совета, управляющего совета Технического центра, обсуждение и утверждение проекта бюджета организации, рассмотрение и утверждение финансовой отчетности, регулирование членских взносов.[8]
- Административный совет OIRT, избираемый Генеральной Ассамблеей. Сформирован в 1946 году. Осуществлял оперативное руководство организацией в период между заседаниями Генеральной ассамблеи. Состоял из 13 человек, представляющих вещательные организации-активные члены OIRT, и избирался на срок в два года. Состоял из двух постоянных представителей от СССР и Чехословакии, а также избираемых на непостоянную основу - по состоянию на 1992 год в совет были избраны представители вещательных организаций Болгарии, Кубы, Финляндии, Венгрии, КНДР, Молдовы, Монголии, Польши, Румынии и Вьетнама. Административный совет OIRT собирался на совещания один раз в год.[11] К задачам совета относились: решение вопросов приема новых членов в OIRT; сотрудничество OIRT с другими международными организациями, преследующими схожие цели; формирование внутренних комиссий и исследовательских групп; установление внутренних правил и процедур.[8]
- президент (в 1946—1950 гг. 2 президента — от СССР и Франции, с 1950 года - один президент и два вице-президента. В разные периоды президентами OIRT были: Иштван Томпе[4] (бывший руководитель венгерского телерадио, 1960-е годы), Эйно Репо[26] (бывший руководитель Yleisradio, 1969-1971), Саккари Киуру[26] (генеральный директор Yleisradio, 1987-1989)
- генеральный секретарь OIRT (в разные периоды пост занимали: Херманн Лей[27] (ГДР, 1960-е годы);  Ярослав Гржебик[4] (бывший генеральный директор Чехословацкого радио, 1960-е годы)

Президент OIRT, два вице-президента OIRT, генеральный секретарь OIRT, руководитель технического центра и главный редактор технического центра формировали Президиум или Бюро OIRT, собиравшееся при необходимости. В конце 1980-х годов состав Бюро был расширен до состава: Президент OIRT, три вице-президента OIRT, Генеральный секретарь OIRT, его заместители и два иных должностных лица.
Для реализации целей организации в OIRT были учреждены комиссии, рабочие и исследовательские группы для решения специальных проблем, возникающих в области телевидения и радиовещания. Например, в технической комиссии работали следующие исследовательские группы: технология радиозвука, акустика и стереофония, телевизионные технологии, частотное планирование, производство телевизионных передач, распространение программ.
В составе OIRT функционировали: 
- программный комитет (учрежден Генеральной ассамблеей OIR по просьбе Административного совета в 1946 году в форме комиссии, приступившей к работе в июле 1947 года, с 1954 года продолжила работу в качестве комитета, в 1957 году создана комиссия по телевизионному программированию наравне с комиссией по радиопрограммированию)
- техническая комиссия (учреждена первой в 1946 году), рабочие и технико-исследовательские группы по отдельным вопросам
- финансово-правовая комиссия (первоначально - юридическая комиссия, учреждена Генеральной ассамблеей OIR по просьбе Административного совета в 1946 году, приступила к работе в июле 1947 года, в 1963 году возобновила работу как юридическая группа, с 1968 года - как финансово-правовая комиссия, в частности, данная комиссия разрабатывала объемы стоимости спортивных лицензий для участников OIRT[8])[2]
- международная информационно-координационная палата для обмена радиопрограммами (учреждена в 1947 году)
- совет Интервидения (орган управления сетью телеобмена "Интервидение", включающий в свой состав экспертные и рабочие группы, создаваемые в зависимости от темы или жанра передач.). Совет Интервидения собирался два раза в год, а его экспертные и рабочие группы - по мере необходимости в течение года.[8]

Для практического управления операциями OIRT с 1947 по 1992 год функционировал Технический центр: 
- с 1947 по 1949 год Технический центр располагался в здании бывшего измерительного центра Международного союза радиовещания, арендованного у UIR, в Брюсселе
- с 1950 по 1992 год Технический центр располагался в Праге, и состоял из Центра управления, отвечающего за техническое качество передач, Технического координационного центр (TKCI), и Программно-координационного центра Интервидения (TKCI и PKCI включены в состав с 1960 года).[8] Дополнительный технический центр в 1950-1960-е годы располагался в Шанхае.[4]

Существовали определенные деловые обычаи: так технические центры OIRT возглавляли как правило советские специалисты (например, Михаил Егоров, Хенрикас Юшкявичюс, И.А.Бучков (директор Ленинградского телевизионного центра) , а генеральным секретарем организации становился как правило представитель чехословацкого телевидения.. 

## Интервидение
"Интервидение" - международная организация телевидения в рамках OIRT для осуществления обмена программами между входящими в неё вещательными организациями и подготовки программ, передаваемых по её каналам. По каналам Интервидения из СССР велись трансляции заседаний съездов КПСС, торжественных заседаний, посвященных дню рождения В. И. Ленина и годовщинам Великой Октябрьской социалистической революции, военных парадов и демонстраций трудящихся на Красной площади и международных соревнований клуба " Что? Где? Когда?" (3 передачи с 13 по 15 ноября 1987 года, переданные Болгарским телевидением), и иных общественных событий.
Членство в Интервидении было доступно для любой телевизионной организации - вне зависимости от наличия членства ее страны в OIRT - при условии ее согласия с целью организации - содействовать мирному сотрудничеству между народами - и  положениями Устава "Интервидения".  Наличие у "Интервидения" собственного устава отличало ее от сети "Евровидения", не имевшей учредительного документа. Однако в уставе OIRT первое упоминание "Интервидения" произошло лишь 18 мая 1989 года, а до 1987 года и вовсе не предусматривалось.  Устав "Интервидения регулировал такие аспекты, как: планирование программ, обязательства участников организации, правила управления программированием, качественные параметры радиодиапазона и звуковых каналов, методы контрольных измерений каналов звука и изображения.Сеть росла медленнее, чем "Евровидение", но имела более глобальный масштаб - простираясь от Восточной Европы до Карибского моря и Северо-Восточной Азии.
Как и OIRT, Интервидение не преследовало коммерческих целей, и функционировало на основе членских взносов, необходимых для функционирования координационных центров сети. Размер членских взносов рассчитывался исходя из количества телеприемников в стране-участнике. При этом собственной выделенной сети у "Интервидения" не имелось, она формировалась из международных телевизионных каналов, предоставленных телеканалами стран-участниц организации "Интервидения" Подчеркивалось, что "Интервидение" - это не новая организация с собственной телевизионной сетью, а объединение существующих национальных телевизионных сетей, которые, включая точки пересечения между отдельными странами, в случае осуществления международной телевизионной передачи образуют систему Интервидения."
"Интервидение" курировалось Программным комитетом OIRT. Этот комитет был уполномочен решать основные вопросы функционирования и программного обмена, а также решать теоретические задачи, возникающие в деятельности Интервидения. Практическое руководство сетью осуществлял Совет "Интервидения", уполномоченный разрабатывать и принимать программный план обмена, и состоявший из представителей вещателей-членов (по одному от каждой телеорганизации) и Генерального секретаря OIRT. Председателем Совета по должности являлся руководитель Программного комитета OIRT. Полномочия председателя имели срок в два года. С 1987 по 1992 год Совет "Интервидения" возглавлял представитель Центрального телевидения Гостелерадио СССР (TSS-RTSS) Валентин Лазуткин. C 1982 по 1987 год "Интервидение" возглавляла представитель Гостелерадио СССР, заместитель генерального секретаря OIRT Жанна Фомина . 
Функционирование сети "Интервидения" обеспечивалось координационным техническим центром и центром по координации программ. Они обеспечивали ретрансляцию и обменный трафик между участниками сети и подчинялись Совету Интервидения в реализации принимаемых им решений. К задачам координационных центров относились: а) координация программных предложений и подготовка программных планов; b) организация трансляций, не предусмотренных в плановом графике Интервидения; с) организация технического сопровождения передач Интервидения; d) техническое обеспечение выполнения планового графика Интервидения с телевизионными организациями, не являющимися участниками сети. С 1966 по 1971 год Координационный технический центр Интервидения возглавлял представитель Гостелерадио СССР Хенрикас Юшкявичюс.  
"Интервидение" функционировало на основе ежеквартального плана, утверждавшегося Программным комитетом OIRT. На основе этого плана Координационный центр совместно с национальными вещательными организациями приступал к собственному планированию обмена. В целях поддержания обменного планирования в актуальном состоянии национальные вещатели должны были ежеквартально отчитываться в Координационный центр о состоянии и развитии маршрутов своих вещательных сетей. За шесть недель до начала передачи Координационный центр уведомлял участвующих вещателей в виде составления технической предварительной заявки о том, какие технические средства им необходимо предоставить для осуществления трансляции. В течение недели после направления технической предварительной заявки вещатели либо подтверждали эту заявку, либо вносили в нее изменения. Затем - за четыре недели до передачи - Координационный центр составлял техническое сообщение, в котором указывался окончательный маршрут каналов передачи изображения и звука, а также служебного канала, и по возможности, более подробная информация о других технических средствах. 
При осуществлении операционной деятельности участники обмена подразделялись на три группы: передающий участник, принимающий участник, и транзитный участник, функции и обязанности каждой группы участников регламентировались документами Интервидения. Для передачи сигнала изображения выделялся один канал, но по специальному заказу Координационного центра, мог выделяться резервный видеоканал для трансляции важных передач. Для передачи звукового сигнала использовались три типа линий: международный телевизионный аудиосигнал содержал звук передаваемого события, сигнал телевизионного комментария содержал голос комментатора передаваемого события, и телевизионный программный сигнал, по которому при необходимости передавался текст телевизионного комментария. Для обработки служебных сообщений выделялись семь типов телефонных линий, которые в зависимости от существующих потребностей, могли относиться к вопросам управления изображением, звуком, технической координации эфира, координации графика выхода передач, телевизионного комментирования и иных необходимых вопросов. При непосредственной подготовке к передаче: каналы видеосвязи замерялись за один час до начала передачи программы или трансляции, каналы передачи аудиосигнала измерялись за 30 минут до начала передачи, служебные каналы открывались за 35 минут до начала передачи. Эти проверки производились и организовывались передающей телестанцией в отношении всех принимающих передачу каналов. Во время трансляции участниками обмена проводятся текущие замеры параметров визуальных и звуковых сигналов, данные об итогах замеров передавались в Координационный центр Интервидения.
В случае возникновения технической неисправности, вещатель в зоне ответственности которого произошел сбой, незамедлительно уведомляет все участвующие телестудии по соответствующему каналу связи. Если сбой длится более пяти минут, то происходит уведомление об этом всех участвующих в обмене вещателей, которые могут по взаимной договоренности транслировать свои собственные программы для заполнения перерыва в трансляции. При этом Координационный центр уведомляется о характере и продолжительности неисправности, для того, чтобы иметь возможность при наличии задействовать резервные линии для обеспечения продолжения трансляции.
Согласно регламенту трансляция по сети "Интервидение" должна была открываться и завершаться официальным звуковым и визуальным идентификатором Интервидения. Регламентировалось, что перед началом трансляция каждая вещательная трансляция должна была наряду с заставкой "Интервидения", транслировать свой логотип в течение десяти секунд, а трансляция события должна была включаться немедленно после окончания демонстрации идентификаторов. При окончании трансляции порядок менялся - сначала вещатель должен быть продемонстрировать свой логотип, встроенный в заставку "Интервидения", а затем визуальный и звуковой идентификатор сети. С 29 марта 1971 года звуковым идентификатором начала трансляции по сети "Интервидение" стала музыкальная композиция Дмитрия Шостаковича "Позывные сигналы советского Интервидения".
Организация прекратила свое существование за месяц до начала ликвидации самой OIRT. Координационный центр сети находился в Праге.. 

### Обмен программами
В начале 1956 года вещательные организации из ГДР и Чехословакии осуществили ретрансляцию из сети "Евровидение" (организатор трансляций - итальянский RAI) матчей олимпийского хоккейного турнира, проходившего в итальянской Кортине-д'Ампеццо. В 1957 году возможность ретрансляции приобрели вещатели из Польши. Идея международной телевизионной службы восточноевропейских стран возникла на сессиях Совета экономической взаимопомощи, и с мая 1958 года стала предметом обсуждения телевизионных специалистов из Венгрии, ГДР, Польши и Чехословакии. На тот момент наиболее развитой телесистемой за пределами ГДР располагала Чехословакия, и 31 августа 1957 года с ее территории была осуществлена первая тестовая передача в Венгрию.  На момент создания организации восточноевропейские вещатели уже поддерживали отношения с вещателями Евровидения: чехословацкое радио и телевидение взаимодействовало с коллегами из Австрии, Бельгии, Дании, Франции, ФРГ, Нидерландов, Швеции и Великобритании, Всесоюзное радио Гостелерадио СССР осуществляло обмен радиопрограммами с Бельгией, Данией, Францией, Грецией, Швецией и Норвегией, а польское телерадио участвовало в европейских фестивалях телепередач наравне с членами ЕВС
В январе 1960 года на заседании в Будапеште Административный совет OIRT принял решение о создании организации "Интервидение". 31 января 1960 года это решение было оформлено в виде включения в Интервидение четырех первоначальных членов - венгерского MT, восточногерманского DFF, польского TVP и чехословацкого CST. Совокупно эти члены распоряжались радиорелейными линиями общей протяженностью около 3000 километров, 30 передатчиками, транслировавшими передачи на 2 миллиона телевизоров, используемых 10 миллионами зрителей.  С 5 сентября 1960 года организация "Интервидение" начала свою активную работу, первоначальные цели которой были направлены на обмен: а) прямыми трансляциями актуальных событий; b) программами, посвященными  экономической, социальной, политической и культурной жизни стран-участниц; c) художественными передачами классических и современных авторов стран-участниц; d) программами для детей и молодежи; e) развлекательными передачами; f) трансляциями основных национальных и международных спортивных событий.

В феврале 1960 года OIRT заявил:
"Учреждая "Интервидение" OIRT ставит своей целью реализацию благородных идеалов мира, взаимопонимания и дружбы между народами, обмен культурными ценностями, правдивой информацией о жизни народов и передачами о важных международных событиях, а также вопросами, касающимися технических знаний и культуры. Продвигать спорт, а также обогащать государственных вещателей, входящих в состав "Интервидения", высококачественными программами, преследующими образовательные и гуманитарные цели"
Уточненными в 1966 году целями функционирования сети Интервидение, в соответствии с уставными документами OIRT, являлись:
- регулярный обмен актуальной информацией, прямыми трансляциями крупных общественных мероприятий, интервью с общественными и политически значимыми лицами, проведение совместных программ по случаю соответствующих международных событий;
- обмен программами в области промышленности, сельского хозяйства, общественной жизни сельских жителей, технических и научных исследований;
- обмен программами  по вопросам культуры, которые знакомят зрителей с классическими произведениями национальной культуры, а также с выдающимися произведениями современности;
- обмен программами для детей и молодежи;
- обмен развлекательными программами;
- проведение выдающихся национальных и международных спортивных мероприятий;
- производство циклов и совместных программ различной тематики;
- обмен телевизионными фильмами;
- cотрудничество с другими международными и национальными телевизионными организациями, направленное на обмен телевизионными программами, обмен телевизионными фильмами и записями в духе взаимопонимания.[8]

В рамках действовавшего обмена передачами между сетями "Интервидение" и "Евровидение" обе стороны согласились с тем, что обмен программами должен быть взаимным и добровольным и что соответствующие программы не должны подвергать другую сторону политическим нападкам или быть коммерчески мотивированными. Однако члены сети "Евровидение" сочли многие предложения сети "Интервидение" слишком политизированными и неинтересными. Вещатели самостоятельно решали, какие программы они выберут из другой сети, и участники "Интервидения" также отвергали программы из сети "Евровидение", которые, по их мнению, были коммерческими, политизированными или религиозными. Статистика обмена передачами между сетями в первые годы взаимодействия выглядит так:
| Год  | Хронометраж программ, переданных "Евровидением" на "Интервидение" | Хронометраж программ, переданных "Интервидением" на "Евровидение" |
| ---- | ----------------------------------------------------------------- | ----------------------------------------------------------------- |
| 1960 | 74 передачи на 126 часов                                          | 33 передачи на 47 часов                                           |
| 1961 | 54 передачи на 57 часов                                           | 17 передач на 30 часов                                            |
| 1962 | 38 передач на 65 часов                                            | 56 передач на 104 часа                                            |
| 1963 | 87 передач на 128 часов                                           | 49 передач на 88 часов                                            |
| 1964 | 240 передач на 247 часов                                          | 95 передач на 83 часа                                             |
| 1965 | 124 передачи на 36 часов                                          | 128 передач на 61 час                                             |
| 1966 | 199 передач на 310 часов                                          | 107 передач на 150 часов                                          |
| 1967 | 174 передачи на 274 часа                                          | 76 передач на 131 час                                             |

Резкий рост хронометража программ, переданных "Евровидением" на "Интервидение" в 1964 году связан с освещением Олимпийских игр: из 240 передач - 164 имели спортивную тематику. Таким образом в первые семь лет работы сети Интервидения от сети ЕВС система получила 990 программ продолжительностью 1243 часа, а передала 561 программу продолжительностью в 694 часа. Большая часть циркулировавшего контента была связана со спортивными и культурными мероприятиям. В дальнейшем дисбаланс по обмену передачами между двумя системами сохранился - в 1975 году "Интервидение" получило от "Евровидения" 3540 единиц контента и из них показало 2677, а "Евровидение", получив от "Интервидения"4136 единиц контента, показало лишь 25.
В глобальном контексте основной специальностью сети был обмен новостями и текущими событиями (как пример, венский саммит Хрущев-Кеннеди в Вене 4 июня 1961 года) и распространение трансляций спортивных соревнований (наиболее крупное - Летние и Зимние Олимпийские игры). Кроме того по сети транслировались крупнейшие региональные международные музыкальные фестивали песни - польский Международный фестиваль в Сопоте (c 1961 года) , болгарский "Золотой Орфей" (с 1965 года), румынский "Золотой олень" (с 1968 года).
В период первых пяти лет существования, с 1960 по 1965 год, в процентном все переданные по сетям Интервидения программы (по оценке Гостелерадио СССР) делились на спортивные репортажи и трансляции (43,5%), новостные репортажи и передачи (30,5%), культурные передачи (9,8%), детские передачи (9,4%), развлекательные передачи (6,7%). По сведения Координационного центра Интервидения за этот период был организован обмен 4 941 передачей общим хронометражем в 5 413 часов.
В период с 1960 по 1982 год в процентном соотношении все переданные по сетям Интервидения программы делились на новостные репортажи и передачи (27%), спортивные репортажи и трансляции (26%), развлекательные передачи (22%), культурные передачи (21%), детские передачи (4%).
В период с 1960 по 1973 год объемы переданных в сеть Интервидения программ между основными вещателями организации распределились следующим образом:
- Центральное телевидение Гостелерадио СССР - 2456 передач на 2518 часов
- Deutscher Fernsehfunk (ГДР) - 1502 передачи на 1741 час
- Československá televize (Чехословакия) - 1398 передач на 1679 часов
- Polska Telewizja (Польша)  - 1188 передач на 1165 часов
- Magyar Televízió (Венгрия) - 686 передач на 715 часов
- Българско радио и телевизия (Болгария) - 516 передач на 585 часов
- Televizunea Romana (Румыния) - 473 передачи на 479 часов
- Yleisradio Oy (Финляндия) - 54 передачи на 70 часов[8]

Обмен музыкальным контентом строился на принципах создания единого перечня программ. Каждая страна - участник Интервидения готовила набор из 10 музыкальных программ, включавших все виды музыки - от классической до современной - на каждые три недели. Эти передачи транслировались в другие страны-участницы блоками по пять часов каждый в соответствии с установленными расписанием. Отмечалось, что общий просмотр музыкальной передачи, который был бы одобрен всеми участниками Интервидения одновременно, являлся исключительным случаем. Сотрудничество обычно принимало форму создания общего пула программ и шоу, из которых отдельные страны могли по своему усмотрению выбирать то, что они хотели показать по своим каналам.
С 1 февраля 1982 года участники Интервидения с целью облегчения нагрузки на наземные видеоканалы связи начали передавать программы для ретрансляции через спутниковую систему "Интерспутник". Спутниковые трансляции были призваны обеспечить более высокое техническое качество эфира и установить устойчивую прямую связь с неевропейскими участниками "Интервидения" (например, Кубой). 

### Обмен новостями
Новостная биржа Интервидения (Intervision News, IVN) была запущена в мае 1964 года с целью предоставления достоверной и актуальной информации о событиях в странах мира.
Первоначально обмен новостями происходил один раз в неделю - по пятницам. С апреля 1965 года общий обмен стал происходить два раза в неделю - по вторниками и пятницам, а понедельник и четверг являлись днями взаимообмена для четырех вещателей Интервидения - ČST (Чехословакия), DFF (ГДР), MT (Венгрия) и TVP (Польша). С августа 1965 года понедельник перестал быть обменным днем, а вторник, среда, четверг и пятница стали днями общего обмена на бирже, при этом временное окно, в которое осуществлялся обмен выпадало на период с 14:15 до 14:45 по центральноевропейскому времени. 
В январе 1966 года к новостной бирже присоединилось Центральное телевидение Гостелерадио СССР и Болгарское телевидение, с декабря 1967 года присоединился румынский вещатель, а с января 1968 года участником новостного обмена стало Югославское радио и телевидение. 
С июня 1968 года был запущен субботний обмен, обеспечив пятидневное функционирование биржи. С октября 1969 года понедельник вновь стал обменным днем, а время обмена было перенесено на период с 16:00 до 16:30 по центральноевропейскому времени, что позволило повысить тематичность передаваемых материалов. С мая 1970 года был запущен воскресный обмен, что обеспечило каждодневную работу биржи. Обмен новостями осуществлялся на основании "Процедуры передачи телевизионных новостей", регулирующего порядок работы биржи. Устанавливалось, что предметом оперативного обмена на бирже являются предложения вещателей, содержащие информацию о значимых событиях дня. При наличии возможности, информация о событии должна была передаваться в день его свершения. В случае возникновения существенных технических или программных причин обмен мог быть отменен или перенесен на более раннее время - к программным причинам могли быть отнесены важные политические или научные (например, связанные с покорением космоса) события, а также некоторые спортивные мероприятия, наподобие "Велогонки мира" или соревнований Олимпийских игр.  В обмене должны были участвовать как минимум две организации. Участие вещателей в обмене являлось добровольным.
Организацию обмена и его координацию осуществляли Технический координационный центр Интервидения и Программно-координационный центр Интервидения. Программно-координационный центр вел ежемесячную и ежеквартальную статистику работы биржи, которую предоставлял для заседаний Совета Интервидения и Группы экспертов по новостному обмену.
Ежедневное стандартное функционирование биржи новостей состояло из следующих этапов:
- к 10:15 по центральноевропейскому времени - телевещательные организации, изъявившие желание принять участие в обмене, должны предоставить в Программно-координационный центр Интервидения свои предложения для обмена. Предложения должны быть кратко, но исчерпывающе аннотированы, аннотации направлялись по телексу, а в случае проблем с телексной связью - по телефонным или иным каналам связи.
- к 11:00 по центральноевропейскому времени - Программно-координационный центр Интервидения должен передать список всех полученных обменных предложений на русском языке в адрес всех организаций, заинтересованных в обмене, посредством телексной или иной связи.
- к 11:45 по центральноевропейскому времени - телевещатели, заинтересованные в обмене, должны сообщить в Программно-координационный центр Интервидения, о том, какие из обменных предложений они хотели бы отобрать для трансляции
- с 15:30 до 16:00 по центральноевропейскому времени - по аудио-конференц сети Интервидения проходит селекторная конференция под руководством программного координатора OIRT из Программно-координационного центра Интервидения. В ходе этой конференции вещательные организации подтверждают и уточняют свои предложения или представляют дополнительные обменные предложения, которые были не объявлены ранее. Вещатели подтверждают продолжительность, порядок передачи, содержание материалов и любые вносимые изменения. Далее организации диктуют аннотации своих предложений и список предоставляемых материалов, которые записываются на магнитофон остальными заинтересованными вещателями. Цель проводимой конференции заключалась в уточнении или дополнении ранее размещенной информации, а также давала возможность вещателям заранее объявить о своих обменных предложениях дней на завтрашний день, что являлось существенным аспектом для работы редакцией новостных студий.
- в 16:25 по центральноевропейскому времени - начинается передача отобранных обменных материалов в сеть Интервидение под управлением Технического координационного центра Интервидения.[42]

Например, 3 ноября 1970 года в Координационный центр OIRT поступили следующие новостные предложения:
 TSS: сессия Верховного совета по ратификации нового советского-финского договора; подготовка в Москве к военному параду; прибытие в Москву парламентской делегации Италии; международная геологическая выставка в Москве; воссоединение семьи - советского солдата и чехословацкой учительницы, которые познакомились 25 лет назад, в конце войны.
 ČST: репортаж о праздничной встрече и представлении в пражском театре, посвященных годовщине Октябрьской революции; репортаж об открытии месяца чехословацко-советской дружбы; открытие памятника Ленину в Праге.
 DFF: награждение офицеров и генералов с участием Вальтера Ульбрихта; возвращении из Венгрии заместителя председателя Совета министров республики.
 TVP: визит в Варшаву министра иностранных дел ФРГ Вальтера Шееля.
К середине 1970-х годов через новостную биржу Интервидения проходило до 4000 новостных предложений в год, а за один вещательный день - до 20 новостных сообщений.
С мая 1971 года начала работу на постоянной основе объединенная новостная биржа "Евровидение"-"Интервидение". Любое новостное событие, освещаемое системой вещания участника одной организации, могло быть отправлено непосредственно по запросу в любую систему вещания участника другой организации для использования в его новостных программах в тот же вечер. Обмен осуществлялся ежедневно, в 16 часов по центральноевропейскому времени через австрийского вещателя - члена Европейского вещательного союза ORF. Полный список новостных предложений "Интервидения" по объединенной бирже также рассылался в адрес координационного центра новостной биржи Евровидения в Женеву. Штаб-квартира Интервидения в Праге имела возможность прослушивать ежедневное селекторное совещание новостной биржи Евровидения, но по настоянию западногерманских вещателей не имела возможности участвовать в обсуждениях.
Однако отмечалось, что объемы обмена были несопоставимы - "Интервидение" принимало у "Евровидения" "по меньшей мере в десять раз" больше информационных сообщений, чем западноевропейский партнер у OIRT.  За 1972, 1973 и 1974 годы "Евровидение" заказало у "Интервидения" 222, 176 и 215 новостных сообщений. За тот же трехлетний период "Интервидение" заказала 8377, 10 397 и 16 955 новостных материалов из системы "Евровидение". После анализа статистики выяснилось, что за 1972 год соотношение обмена составляло 12 к 1 в пользу Евровидения, в 1973 соотношение увеличилось до 16 к 1, а в 1974 - до 20 к 1. К 1976 году это соотношение стабилизировалось на величине 10 к 1, а в дальнейшем Интервидение направляло для Евровидения в среднем 250 новостных сообщений, а получало от Евровидения в среднем 2500 новостных сообщений. При этом новостные сообщения экономической или культурной тематики из сети Интервидения совершенно не вызывали интереса у вещателей Евровидения, в то время, как вещатели Интервидения запрашивали информацию по всем возможным тематикам в разной структурной пропорции. С другой стороны, вещатели Интервидения неохотно брали для освещения информацию об инцидентах и катастрофах, о размещении которых просили вещатели Евровидения. 
C 1987 года участие в новостном обмене начал принимать Китай.

### Участники "Интервидения"
| Система "Интервидение" (5 сентября 1960 - конец ноября 1992) | Система "Интервидение" (5 сентября 1960 - конец ноября 1992) | Система "Интервидение" (5 сентября 1960 - конец ноября 1992) | Система "Интервидение" (5 сентября 1960 - конец ноября 1992) | Система "Интервидение" (5 сентября 1960 - конец ноября 1992) |
| №                                                            | Страна                                                       | Телевещательная организация                                  | Аббревиатура                                                 | Год вступления                                               |
| ------------------------------------------------------------ | ------------------------------------------------------------ | ------------------------------------------------------------ | ------------------------------------------------------------ | ------------------------------------------------------------ |
| 1                                                            | Чехословакия                                                 | Československá televize                                      | ČST                                                          | 1960                                                         |
| 2                                                            | ГДР                                                          | Deutscher Fernsehfunk                                        | DFF                                                          | 1960                                                         |
| 2                                                            | ГДР                                                          | Fernsehen der DDR                                            | DDR-FS                                                       | 1972                                                         |
| 2                                                            | ГДР                                                          | Deutscher Fernsehfunk                                        | DFF                                                          | 1990                                                         |
| 3                                                            | Польша                                                       | Polska Telewizja                                             | TVP                                                          | 1960                                                         |
| 4                                                            | Венгрия                                                      | Magyar Televízió                                             | MT                                                           | 1960                                                         |
| 5                                                            | СССР                                                         | Центральное телевидение Гостелерадио СССР                    | TSS/USSR                                                     | 1961                                                         |
| 5                                                            | СССР                                                         | Всесоюзная ГТРК                                              | RTSS                                                         | 1991                                                         |
| 5                                                            | Россия                                                       | РГТРК «Останкино» (Radiotelevidenie Ostankino)               | RTO                                                          | 1992                                                         |
| 6                                                            | Эстонская ССР                                                | Tallinna Televisioonistuudio (TTV)                           | TSS/ESSR                                                     | 1961                                                         |
| 6                                                            | Эстонская ССР                                                | Eesti Televisioon                                            | TSS/ESSR                                                     | 1965                                                         |
| 6                                                            | Эстония                                                      | Eesti Televisioon                                            | ETV                                                          | 1990                                                         |
| 7                                                            | Латвийская ССР                                               | Рижская телевизионная студия Гостелерадио Латвийской ССР     | TSS/LSSR                                                     | 1961                                                         |
| 7                                                            | Латвия                                                       | Latvijas Televīzija                                          | LT                                                           | 1990                                                         |
| 8                                                            | Украинская ССР                                               | Киевская студия телевидения Гостелерадио Украинской ССР      | TSS/UkSSR                                                    | 1961                                                         |
| 8                                                            | Украина                                                      | ГТРК Украины                                                 | DRTU                                                         | 1991                                                         |
| 9                                                            | Литовская ССР                                                | Гостелерадио Литовской ССР                                   | TSS/LTSR                                                     | 1965                                                         |
| 9                                                            | Литва                                                        | Lietuvos radijas ir televizija                               | LRT                                                          | 1990                                                         |
| 10                                                           | Белорусская ССР                                              | Студия белорусского телевидения Гостелерадио Белорусской ССР | TSS/BSSR                                                     | 1965                                                         |
| 10                                                           | Беларусь                                                     | Гостелерадио Республики Беларусь                             | BTRC                                                         | 1991                                                         |
| 11                                                           | Молдавская ССР                                               | Гостелерадио Молдавской ССР                                  | TSS/MSSR                                                     | 1967                                                         |
| 11                                                           | Молдова                                                      | Radioteleviziunea Naţională a Republicii Moldova             | RTNM                                                         | 1990                                                         |
| 12                                                           | Болгария                                                     | Българско радио и телевизия                                  | BT                                                           | 1963                                                         |
| 13                                                           | Румыния                                                      | Televizunea Romana                                           | TVR                                                          | 1963                                                         |
| 14                                                           | Финляндия                                                    | Yleisradio Oy                                                | YLE                                                          | 1965                                                         |
| 15                                                           | Монголия                                                     | Монголын үндэсний телевиз                                    | MOTV                                                         | 1972                                                         |
| 16                                                           | Куба                                                         | Instituto Cubano de Radio y Televisión                       | ICRT                                                         | 1979                                                         |
| 17                                                           | Вьетнам                                                      | Đài Truyền hình Việt Nam                                     | VIETTV                                                       | 1981                                                         |
| 18                                                           | Афганистан                                                   | Da Afghanistan Milli Televizion                              | AFGRTV                                                       | 1983                                                         |
| Участники-наблюдатели                                        |                                                              |                                                              |                                                              |                                                              |
| 1                                                            | Югославия                                                    | Jugoslovenska Radiotelevizija                                | JRT                                                          | 1963                                                         |
| 2                                                            | Австрия                                                      | Österreichischer Rundfunk                                    | ORF                                                          | 1963                                                         |

## Мероприятия

### Международный телевизионный фестиваль
OIRT была одним из организаторов проводимого с 1964 года международного телевизионного фестиваля «Злата Прага», на котором телевизионным фильмам вручались призы Интервидения. Фестиваль в Праге был одним из ряда аналогичных телефестивалей в Восточной Европе, к которым относили: Международный фестиваль фильмов о здоровье в Варне (Болгария), Международный телефестиваль "Золотой сундук" в Пловдиве (Болгария), Международный телефестиваль "Человек и море" в Риге (Латвийская ССР). конкурс телевизионных документальных фильмов и репортажей имени Эгона Эрвина Киша в рамках Лейпцигской недели культуры и документального кино (ГДР). 
В 1958 году OIRT планировала провести конкурс телевизионных фильмов под девизом "Телевидение на службе мира и дружбы между народами" в рамках внутреннего отсмотра контента, было подготовлено организационное заявление и правила конкурса, однако степень их реализации осталась непроясненной. В 1959 году планировалось ежегодно организовывать конкурс на лучшую музыкальную программу под названием "Мир и дружба", а также на лучший телевизионный фильм, однако на стадии разработки правил реализация данных мероприятий также приостановилась. Только в 1961 году окончательно было принято решение о проведении конкурса имени Эгона Эрвина Киша на лучшие телевизионные репортажи и фильмы, первый выпуск которого состоялся в 1962 году. В следующем, 1963 году, на сентябрьском заседании OIRT в Бухаресте было принято решение о создании фестиваля в Праге, стартовавшем с 1964 года под названием "Злата Прага".
Фестиваль "Злата Прага" был открыт не только для профессионального сообщества и телевизионных организаций, на его мероприятия также приглашались крупные партийные и культурные деятели, а также делегации коллективов наиболее успешных предприятий. Чехословацкое телевидение транслировало избранные материалы или основные моменты фестивальной программы для местной аудитории. События фестиваля также освещала ежедневная фестивальная газета "Telereport". Уставными целями фестиваля было "установление традиций телевизионного фестиваля в социалистическом духе, создание условий для обмена опытом и мнениями по вопросам телевизионного искусства в мире и, таким образом, активизация сотрудничества социалистического телевидения с телевизионными организациями других стран; пропаганда социалистического телевизионного творчества и развитие интереса к культуре и образу жизни социалистических стран". 
За время существования фестиваля под эгидой OIRT, признание жюри получили следующие представители от Гостелерадио СССР:
- 1964 год - номинация "Художественный фильм" - гран-при Золотая Прага - "Зимний дуб", Минская студия телевидения[76]
- 1964 год - номинация "Художественный фильм" - премия Выбор Критиков - "Невская сюита"[76]
- 1965 год - премия "Камера" - Леонид Волков, "Солнце над Невой", Ленинградская студия телевидения[76]
- 1966 год - гран-при Золотая Прага - фильм "Пакет", Телевизионная секция "Мосфильм"[76]
- 1968 год - почетная грамота - фильм "Четвертый папа"[76]
- 1969 год - номинация "Художественный фильм" - почетная грамота - фильм "Стюардесса"[76]
- 1970 год - номинация "Художественный фильм" - премия "Режиссер" -  Марлен Хуциев.[76]
- 1970 год - номинация "Художественный фильм" -  премия международного жюри журналистов, премия Интервидения - "Был месяц май"[76]
- 1971 год - номинация "Художественный фильм" - премия "Лучшая женская роль" - Наталья Сайко в фильме "Моя улица"[76]
- 1971 год - премия Интервидения первой степени - фильм "Моя улица[76]"
- 1971 год - почетная грамота Интервидения - "Три спасибо в день"[76]
- 1972 год - номинация "Документальный фильм" - премия "Камера" - Николай Генералов и Леонид Гончаров, "Планы и жизнь"[76]
- 1972 год - премия Интервидения второй степени - "Планы и жизнь"[76]
- 1973 год - номинация "Художественный фильм" - премия "Камера" - Владимир Николаев, "Инженер Прончатов" [76]
- 1973 год - почетная грамота Интервидения -  «Солдат — сын солдата» Ленинградской студии документальных фильмов (режиссёр О.Куликов, оператор В.Петров).[76]
- 1974 год - номинация "Художественный фильм" - премия "Лучшая женская роль" - Нина Зоткина в фильме "Двое в пути"[76]
- 1974 год - премия Интервидения первой степени, премия СМИ первой степени - фильм "Двое в пути"[76]
- 1975 год - номинация "Художественный фильм" - гран-при Золотая Прага - "Странные взрослые"[76]
- 1976 год - номинация "Драматические произведения" - премия "Лучший сценарий" - Виталий Мельников и Александр Вампилов (посмертно), "Старший сын"[76]
- 1976 год - премия Интервидения - фильм "Старший сын"[76]
- 1976 год - номинация "Музыкальная постановка" - гран-при Золотая Прага - "Фантазия"[76]
- 1977 год - почетная грамота - фильм "Мы вместе, мама"[76]
- 1977 год - номинация "Музыкальная постановка" - премия за выдающееся исполнение - "Моя Кармен"[76]
- 1978 год - премия Интервидения - фильм "Дети как дети"[76]
- 1978 год - номинация "Музыкальная постановка" - гран-при Золотая Прага - "Галатея"[76]
- 1979 год - номинация "Драматические произведения" - гран-при Золотая Прага - "Арвика"[76]
- 1979 год - номинация "Музыкальные произведения и программы, посвященные музыке" - премия "Лучшее телевизионное выступление" - Родион Щедрин[76]
- 1980 год - номинация "Драматические произведения" - премия "Режиссер" -  Марк Захаров[77]
- 1980 год - номинация "Драматические произведения" - премия журналистов - фильм "Тот самый Мюнхгаузен"[77]
- 1980 год - номинация "Музыкальные произведения и программы, посвященные музыке" - премия за лучшую актерскую игру -  Екатерина Максимова, "Старое танго"[77]
- 1980 год -  номинация "Музыкальные произведения и программы, посвященные музыке" - премия Интервидения - "Старое танго"[77]
- 1981 год -  номинация "Драматические произведения"  - премия "Камера" -  Ираклий Онопришвили, "Пастухи Тушетии"[77]
- 1981 год -  номинация "Музыкальные произведения и программы, посвященные музыке" - премия за превосходное качество исполнения - "В мире танца"[77]
- 1982 год -  номинация "Драматические произведения" - премия "Сценарий" - Роман Фурман, "Опасный возраст"[77]
- 1982 год -  номинация "Драматические произведения"  - премия Интервидения - фильм "Опасный возраст"[77]
- 1982 год - номинация "Музыкальные произведения и программы, посвященные музыке" - премия Интервидения - фильм "Анюта"
- 1983 год - номинация "Драматические произведения" - премия "Сценарий" - Николай Шундик, "Белый шаман"[77]
- 1983 год - номинация "Драматические произведения" - премия Интервидения - фильм "Белый шаман"[77]
- 1983 год - номинация "Музыкальный передачи" - премия Интервидения - "Мравинский: Пятая симфония Чайковского"[77]
- 1984 год - номинация "Драматические произведения" - гран-при Золотая Прага - "Карусель"[77]
- 1985 год - номинация "Драматические произведения" - премия "Сценарий" - Екатерина Маркова, "Третий в пятом ряду"[77]
- 1985 год - номинация "Драматические произведения" - премия "Пражская сирень" - фильм "Стратегия победы"[77]
- 1985 год - номинация "Музыкальные произведения" -  премия за превосходное качество исполнения - артисты Ленинградского академического Малого театра оперы и балета, спектакль "Дом у дороги"[77]
- 1985 год - номинация "Музыкальные произведения"  - премия Интервидения - спектакль "Дом у дороги"[77]
- 1986 год - номинация "Музыкальные произведения" - гран-при Золотая Прага - "Маскарад"[77]
- 1987 год - номинация "Драматические произведения" - премия "Лучшая актерская роль" - Михаил Ульянов, "Полтора часа в кабинете Ленина"[77]
- 1987 год - номинация "Музыкальные произведения" - премия за лучшую интерпретацию музыкальной драмы, премия Интервидения - фильм-балет "Идиот"[77]
- 1988 год - номинация "Драматические произведения" - гран-при Золотая Прага - "Запомните меня такой"[77]
- 1988 год - номинация "Музыкальное произведение" - премия Интервидения - "Майя Плисецкая, знакомая и незнакомая"[77]
- 1991 год - номинация "Драматические произведения" - премия журналистской критики - "Дикий пляж"[78]

За интервизионный (с 1964 по 1992 годы) период проведения фестиваля жюри было присвоено 456  различных номинаций, из которых 223 номинации (48,9%) получили вещатели Интервидения, 182 номинации (39,9%) - вещатели Евровидения, а 51 номинацией (11,2%) были отмечены работы вещателей из неевропейских стран, либо европейских вещателей, не входивших в составы международных вещательных организаций. Наиболее успешными вещателями Интервидения стали: Чехословацкое телевидение (СST) - 57 выигранных номинаций, Гостелерадио СССР (TSS) -  53 выигранные номинации и Deutscher Fernsehfunk (DFF) из ГДР - 28 выигранных номинаций. Наиболее успешными вещателями Евровидения стали: британская British Broadcasting Corporation (BBC) - 25 выигранных номинаций, французские общественные вещатели Office de Radiodiffusion Télévision Française (ORTF),  Télévision Française 1 (TF1), и Antenne 2 France (A2А) - 18 суммарно выигранных номинаций, и немецкий Zweites Deutsches Fernsehen (ZDF) с 15 выигранными номинациями. Среди вещателей из неевропейских стран наиболее успешным является японская Nippon Hōsō Kyōkai (NHK), выигравшая 15 номинаций.

### Международный песенный конкурс
Интерес OIRT в участии в международных песенных конкурсах возник еще с конца пятидесятых годов - 21 мая 1958 года на встрече в Москве OIR принял резолюцию, в которой выражалась заинтересованность организации в участии в песенных конкурсах, организуемых другими международными вещательными организациями. В том же 1958 году OIR впервые организовал музыкальный фестиваль - в Праге состоялся Фестиваль легкой и танцевальной музыки. В 1959 году параллельно с проведением второго Фестиваля легкой и танцевальной музыки состоялась встреча музыкальных профессионалов от вещателей OIR для обсуждения стратегии развития популярной музыки в Восточной Европе.
Летом 1964 года на встрече представителей "Интервидения" и "Евровидения" в Хельсинки представителями OIRT было внесено предложение о совместной организации международного шоу популярной музыки, в котором бы участвовали вещатели от обоих вещательных союзов. По свидетельству руководителя чехословацкого телевидения Иржи Пеликана, представители ЕВС отклонили эту идею, а взамен предложили "Интервидению" организовать свой конкурс песни, который бы транслировался по сетям "Евровидения", а также принимать трансляции Конкурса песни Евровидение по сетям "Интервидения". 
Со следующего 1965 года Европейский вещательный союз начал передачу трансляций конкурса песни Евровидение на Интервидение на безвозмездной основе. С того же года ведущие конкурса песни Евровидение начали в приветственном тоне упоминать о том, что эфир конкурса смотрят в восточноевропейских странах. В свою очередь OIRT практически одновременно (в марте 1965 года) разработал и утвердил положение о песенном конкурсе "Золотой ключ Интервидения", проводимого в качестве части международного телевизионного фестиваля "Злата Прага" и 12 июня 1965 впервые его организовал и провел с привлечением шести стран - пять из которых были членами OIRT и Югославии, участвовавшей в программном обмене с "Интервидением". Трансляция "Золотого ключа" была распространена по сетям "Евровидения" на восемь стран. Правила "Золотого ключа Интервидения" разрабатывались на основе правил Конкурса песни Евровидение, включали ограничение на участие - только для стран-участников сети Интервидение, и определяли, что победитель выявляется на основании тайного голосования международного жюри, состоявшего из представителей каждого участвующего вещателя - по одному человеку, и председателя жюри от Чехословакии без права голоса.

В апреле 1965 года в своем отчете Программный комитет ЕВС пишет:
"Что касается возможности создания совместных программ (например, финала, включающего песни-победительницы двух конкурсов), группа планирования сочла, что возможный проект в этом направлении не может быть изучен до принятия комитетом решения о будущем Конкурса песни "Евровидение". Поэтому комитету предлагается уполномочить группу планирования изучить этот вопрос в соответствии с ее решением по песенному конкурсу Евровидения"
В 1966 году "Золотой ключ Интервидения" был переведен в состав вновь образованного в духе политики культурной децентрализации Чехословакии музыкального фестиваля "Братиславская лира". В братиславский период к конкурсу подключились болгарский и финский вещатели. Албания, к середине шестидесятых покинувшая OIRT из-за политических разногласий, стала единственным восточноевропейским участником телесоюза, не принявшим участие в интервизионном конкурсе песни. При этом в 1966 и 1967 годах один из стартовых дней фестиваля "Братиславская лира" являлся чехословацким отбором на "Интервидение". Организаторы "Золотого ключа" продолжали рассматривать возможность привлечения западноевропейских артистов к участию. Рассматривались варианты как прямого допуска, так и формирования нового конкурса, где могли бы соревноваться друг с другом песни и Конкурса песни Евровидение, и "Золотого ключа". В 1966 году оба телесоюза внесли изменения в правила своих песенных конкурсов. В правила Конкурса песни Евровидение 1966 года были внесены правки, требующие от вещателей отбирать песни "высокого качества". В правила "Золотого ключа Интервидения" было внесено предписание при отборе песен на конкурс отдавать предпочтение динамичным, танцевальным композициям, а не шлягерам. Также в братиславский период конкурса к выступлениям в качестве гостей стали привлекаться победители Конкурса "Евровидения", проходившего накануне - в 1966 в качестве гостя выступил Удо Юргенс, выигравший Гран-при Евровидения 1966 года, а в 1967  - победительница конкурса 1967 года Сэнди Шоу. Данная практика была продолжена и в сопотский период Интервидения - на конкурсе 1977 года в качестве гостя приняла участие победительница Евровидения-77 Мари Мириам.
В 1968 году "Золотой ключ" был возвращен в состав телефестиваля "Злата Прага", но географически перенесен в Карловы Вары. Начал прорабатываться вопрос расширения состава участников с приглашением западных вещателей - членов ЕВС. Проработка этого вопроса совпала с реформами "Пражской весны" в Чехословакии, предполагавшими в том числе ослабление цензуры в СМИ, позволявшее чехословацкому вещателю стать более открытым для культурного и политического влияния Запада. Параллельно в эти годы в ЕВС проходили обсуждения расширения Конкурса песни Евровидение - в 1967 году обсуждался вопрос привлечения американских вещателей, а в 1968 - проведение всемирного конкурса песни. В мае 1968 года журнал Billboard сообщил о том, что фестиваль для стран Интервидения был изменен на международный фестиваль песен, доступный для вещателей обоих европейских вещательных сообществ. По состоянию на конец первой декады мая было подтверждено участие обоих немецких общественных вещателей ARD и ZDF (каждый заявил по одной песне), а также вещателей из Бельгии, Швейцарии, Финляндии, Югославии, Венгрии и Болгарии. Австрия, ГДР и Чехословакия подтвердили участие, но еще не отобрали участника. ЦТ СССР, польский TVP, испанский TVE и румынский TVR проявили интерес к участию. Подчеркивалось, что конкурс стал не результатом переговоров OIRT и ЕВС, а возник в результате частной инициативы чехословацкого вещателя, ставшего единоличным организатором конкурса.
  

Между тем, 5-6 июня 1968 года состоялась встреча представителей программных комитетов ЕВС и OIRT, по итогам которой идея совместного песенного конкурса была окончательно отклонена, материалы встречи содержат следующий вывод:
"Поскольку страны Интервидения организуют многочисленные международные песенные конкурсы, в которых, в частности, принимаю участие организации "Евровидения", финальное соревнование между Конкурсом песни Евровидение и конкурсом Интервидения, похоже, больше не представляет особого интереса ни для одной из организаций"
Недовольство некоторых восточноевропейских вещателей, в частности чехословацкого телевидения, отметившего "Нехорошо, когда чехословацкий певец должен петь по-немецки на конкурсе песни Евровидение, только потому, что CST не может участвовать" не повлияло на итог попыток реализации идеи объединенного конкурса.
22 июня конкурс "Золотой ключ Интервидения" завершился второй победой чехословацкого певца Карела Готта (несколькими месяцами ранее Готт принял участие и в Евровидении - от Австрии, за что их вещатель ORF был раскритикован шведским радио за политизацию конкурса песни Евровидение), ЦТ СССР был представлен на конкурсе песней в исполнении Гюлли Чохели. Качество песен было невысоким - тот же Billboard летом 1968 года писал: "из 15 песен, представленных в конкурсе, две заявки - от ZDF и ARD - не соответствовали стандартам песен Евровидения, и не было ни одной песни с очевидным потенциалом стать хитом, таким как "Congratulations" или "La, la, la".  В исследовательской литературе отмечается, что в тройку призеров вошли по одному представителю от каждого политического блока - победитель Карел Готт (социалистические страны), вторая премия - Вице Вуков (Движение неприсоединения), третья премия - Саломе (капиталистические страны). Проходивший неделей ранее чехословацкий национальный фестиваль "Братиславская лира" привлек большее внимание лейблов и журналистов, поэтому ожидалось, что "Золотой ключ-69" будет проведен в рамках "Братиславской лиры". Чехословацкие организаторы конкурса планировали провести переговоры о приглашении к участию ряда независимых американских телекомпаний. Прекращение организации "Золотого ключа" с 1969 года связывают с усилением цензуры чехословацких СМИ в рамках сворачивания реформ "Пражской весны". В 1969 году чехословацкие власти поставили под сомнение художественные качества поп-музыки, указав на ее западный характер и заявив, что сильное преобладание современной развлекательной музыки (джаз и различные хиты) должно быть - главным образом на радио и телевидении  - подавлено.
"Золотой ключ-1965" транслировался по Первой программе ЦТ СССР в прямом эфире, 12 июня 1965 года с 22 часов 00 минут, под названием "Фестиваль эстрадной песни. Передача из Праги".  Год спустя, фестиваль "Золотой ключ-1966" вновь демонстрируется по Первой программе ЦТ в прямом эфире, 25 июня 1966 года с 23 часов 00 минут под названием "Золотой ключ". Конкурс Интервидения на лучшую эстрадную песню. Передача из Братиславы".  Фестиваль "Золотой ключ-1967" был также в прямом эфире по Первой программе ЦТ, 17 июня 1967 года с 23 часов 00 минут под несколько иным названием - "Золотой ключ". Международный конкурс танцевальной песни. Передача из Братиславы". Трансляция фестиваля "Золотой ключ-1968" Центральным телевидением СССР не осуществлялась.
Летом 1970 года страны-участницы "Интервидения" сотрудничали для подготовки фестивальной передачи "Хит-парад Интервидения", в которой были представлены лучшие хиты из каждой страны Интервидения. Песни должны были исполняться на родных языках и записываться на пленку для передачи в программах, запланированных к эфиру в июле, сентябре и ноябре 1970 года. В проекте принимали участие вещатели из Болгарии, Чехословакии, ГДР, Финляндии, Венгрии, Румынии и СССР. Известно, что от финского YLE планировалось направление песен в исполнении Мари Лаурилы, Фреди и Маркку Суоминена.
В 1971 году фестиваль "Золотой ключ" был возобновлен в формате гала-концерта артистов стран Интервидения, проведенного в рамках фестиваля поп-музыки в Дечине (порт на Эльбе) "Decin Anker". В гала-концерте было анонсировано участие Терез Харангозо (Венгрия), Марыли Родович (Польша), Эдиты Пьехи (СССР), Эмилии Марковой (Болгария), Анжелы Симилеу (Румыния), Михаэля Хансена (ГДР), Вице Вукова (Югославия), и Евы Пиларовой (ЧССР). Мероприятие планировалось к трансляции по "Интервидению", но не было организовано под эгидой OIRT.  
В период между 1968 и 1977 годом поступали предложения возобновить песенный конкурс Интервидения под названием "Prix OIRT", но развития идеи не случилось. В тот период на территории стран-членов Интервидения проходили собственные международные фестивали, на которых подобно "Золотому ключу" собирались представители стран Интервидения - Международный фестиваль в Сопоте (организуемый польским TVP),  "Золотой Орфей" (организуемый болгарским телерадио), Международный фестиваль песни в Дрездене (организуемый телерадио ГДР), "Братиславская лира" (организуемый чехословацким телерадио). Эти мероприятия по оценке OIRT "были очень популярны среди телезрителей", тем не менее ни одно из них не проходило, как песенный конкурс Интервидения. В этот период в восточноевропейских песенных конкурсах принял участие целый ряд советских артистов, среди которых:   
- Сергей Захаров ( 1 премия Золотого Орфея 1974 года[90], 1 премия Международного фестиваля в Сопоте 1974 года [91])
- Евгений Мартынов (1 премия Братиславской Лиры 1975 года[92], 2 премия Золотого Орфея 1976 года[90])
- Ирина Понаровская (1 место "Дня ГДР" и приз публики Международного фестиваля в Дрездене 1975 года[93], Гран-при Международного фестиваля в Сопоте 1976 года[91])
- Лев Лещенко (1 премия Международного фестиваля в Сопоте 1972 года[91], 3 премия Золотого Орфея 1972 года[90])
- Мария Пахоменко (Гран-при Золотого Орфея 1971 года[90])
- Алла Пугачёва  (Гран-при Золотого Орфея 1975 года[90])
- София Ротару (1 премия Золотого Орфея 1973 года[90], 2 премия конкурса польской песни Международного фестиваля в Сопоте 1974 года[91])
- Юрий Богатиков (2 премия Золотого Орфея 1969 года[90])
- Кола Бельды (2 премия Международного фестиваля в Сопоте 1973 года[91])
- Яак Йоала (премия Международного фестиваля в Сопоте 1975 года[91])
- Раиса Мкртчян (премия Международного фестиваля в Сопоте 1975 года[91])
- Юлий Слободкин (приз публики Международного фестиваля в Дрездене 1971 года[93])
- Светлана Резанова (2 премия "Дня ГДР"  Международного фестиваля в Дрездене 1972 и 1974 годов[93])
- Роксана Бабаян (1 премия "Национального дня" Международного фестиваля в Дрездене 1976 года[93])
- Сергей Мороз (3 премия "Национального дня" Международного фестиваля в Дрездене 1976 года[93])
- Эсон Кандов (3 премия конкурса польской песни Международного фестиваля в Сопоте 1973 года[91])

Решение о возрождении конкурса песни произошло в годовщину шестидесятилетия Октябрьской революции, которую OIRT намеревался отметить специальным мероприятием. Польский комитет по радио и телевидению позиционировал проведение конкурса песни как мероприятие по продвижению популярной культуры коммунистических стран и моделей, "достойных распространения в рамках социалистической культуры". В письме министру финансов Польши с просьбой о финансировании проекта руководитель польского вещания Мацей Щепански заявлял, что фестиваль также задумывается как "эффективный пропагандистский противовес фестивалю "Евровидение". 
Однако, как и в 1964, OIRT исходил из желания присутствия на возрождаемом конкурсе участников со всего мира, не ограничиваясь кругом стран из соцлагеря или членов вещательной организации. Представители польского телерадио в свою очередь представили эту идею в контексте содействия взаимопониманию и мирному сотрудничеству в духе недавно заключенных Хельсинкских соглашений. Упомянутые соглашения содержали в себе договоренности в сфере информации, в частности, сотрудничеству между радиовещательными и телевизионными организациями, как государственными, так и частными, национальными и международными, в частности путем обмена прямыми или в записи радио- и телевизионными программами, совместного производства и распространения таких программ. В 1976 году польское телерадио вновь выдвинуло идею - в соответствии с идеями Хельсинки - о том, чтобы в один из дней конкурса песни организовать соревнование между победителями конкурсов песни Интервидение и Евровидение, но реализация этого предложения не последовала.  В 1977-1980 годах в рамках четырех Международных фестивалей песни в Сопоте прошел возрожденный Конкурс Интервидения, под названием "Okres Interwizji".
В исследовательской литературе отмечается, что в сопотский период, конкурс песни Интервидения, с одной стороны, более политически выдержан - в его песнях, в отличии от Евровидения, не поднимается каких-либо острых общественных или политических тем. С другой стороны Интервидение являлось более международно-открытым конкурсом, в отличии от Евровидения, не допускавшего на свой песенный конкурс страны без членства в ЕВС. Польские организаторы старались ограничить коммерческий аспект на Интервидении, проводя в разные дни сопотского фестиваля непосредственно сам конкурс Интервидения и конкурс звукозаписывающих организаций. Хоть эти мероприятия проводились в разные дни фестиваля, принцип выбора победителя был один - единое международное жюри, в состав которого входили представители участвующих вещательных организаций и звукозаписывающих компаний. В конкурсе песни Интервидения в сопотский период трижды победили социалистические страны и однажды - Финляндия, а в конкурсе лейблов - трижды капиталистические страны и однажды - Польша.
В 1980 году OIRT классифицировал международные фестивали по степени значимости, и выделил конкурс песни Интервидение как наиболее репрезентативное международное мероприятие, максимально охватывающее всех участников организации, далее упоминались фестивали "Золотой Орфей" и "Золотая Прага", непосредственным организатором которых OIRT не выступал. Опросы, проведенные польским телерадио, показывали, что в среднем около половины опрошенных смотрели конкурс Интервидения, и в основном считали его хорошо организованным. Несколько другого мнения придерживалось YLE, отмечавшее более низкие технологические стандарты, чем на конкурсе песни Евровидение, но в то же время финские артисты признавали конкуренцию на Интервидении, как более честную, жалуясь на избыточную коммерциализацию песенного Евровидения. В 1980 году финский YLE выиграл Интервидение, но несколькими месяцами ранее занял последнее место на конкурсе Евровидения.
Еще одним отличием конкурса Интервидения являлось то, что он проходил в одной и той же стране, что избавляло вещательные организации от необходимости конкурировать за организацию, и нести финансовые и политические издержки проведения конкурса. Минусом этой особенности стала сильная зависимость чехословацкого и польского конкурса от внутриполитической обстановки - и если первую версию конкурса прервали события "Пражской весны", то пресекательным фактором для сопотского конкурса OIRT стало движение "Солидарность". Политическое инакомыслие и социальное недовольство росли в Польше с конца 1970-х годов на фоне экономического кризиса, и за неделю до Интервидения-1980 вылилось в забастовку - бастовал судостроительный завод имени Ленина в Гданьске, где впервые был проведен Международный песенный конкурс в Сопоте, с требованиями экономических, политических и трудовых реформ. Бастующие воспользовались уже существующим вниманием средств массовой информации, готовившихся освещать конкурс Интервидение-1980. Через неделю после окончания конкурса в ответ на требования бастующих был создан первый в Восточной Европе независимый профсоюз "Солидарность". Поскольку профсоюз стал центром более широкого общественного движения, а антиправительственные протесты по мере ухудшения экономических условий продолжались, в 1981 году провести конкурс не получилось - польское телерадио заявило, что "в нынешней экономически и социально напряженной ситуации такие расходы населением одобрены не будут". Последовавшее с декабря 1981 года по 1983 год введение в Польше военного положения исключило возможность проведения сопотского конкурса.
Возобновление фестиваля в Сопоте произошло в 1984 году, но вне контекста конкурса Интервидения. В конце 1980-х норвежский член ЕВС - NRK выступила с предложением создания международного песенного конкурса, в котором приняли бы участие представители "Евровидения", "Интервидения", а также представители неевропейских государств; предварительный отбор на этот конкурс был бы основан на региональных конкурсах, организованных международными вещательными организациями. Хотя идея и была представлена как "оригинальная", она по сути возрождала идеи OIRT о проведении международного песенного конкурса с участниками со всех континентов, а также перевоспроизводила идею Всемирного конкурса песни, существовавшего с 1970 по 1989 год в виде Всемирного фестиваля популярной музыки, ежегодно проводившегося в Токио под эгидой Yamaha Music Foundation, и носившего неофициальное название "Восточное Евровидение". OIRT положительно отреагировал на инициативу NRK, но добавил, что не уверен, в том, что будет перезапускать свой конкурс песни. В 1987 году, в преддверии 70-летия Октябрьской революции, в OIRT велись дискуссии по тему возрождения конкурса песни, однако заинтересованность в участии выразили лишь несколько вещательных организаций. В дальнейшем по мере начала дезинтеграционных процессов в OIRT и подготовке к ее слиянию с ЕВС тема организации песенного конкурса перестала быть актуальной.
Существуют обрывочные сведения, свидетельствующие о том, что даже при отсутствии официального песенного конкурса, в последнее десятилетие существования OIRT в организации осуществлялась фестивальная деятельность, не авторизованная как "Конкурс песни Интервидение": 
- в польских источниках встречается упоминание о гран-при Фестиваля OIRT 1980 года, выигранного Богуславом Мецем, и прошедшего в Праге[95]
- в 1983 году в семи городах Восточной Европы (называются Москва, Тампере, София, Прага (хозяйка заключительного вечера) прошел песенный фестиваль стран Интервидения. Упоминается об участии в нем Маргариты Горановой (Болгария), Карела Черноха (ЧССР), Марины Флори (Румыния, 3 премия фестиваля), Збигнева Водецки (Польша, победитель фестиваля).[81] Сам Водецки в интервью не раскрывает подробностей конкурса, кроме того, что "единственным призом в этом конкурсе стала...роза".[96]
- в официальном бюллетене OIRT "Радио и телевидение" существует следующее упоминание: "В апреле 1986 года в Варшаве состоялся 11-й гала-концерт OIRT из серии "Восемь хитов в студии". Мероприятие транслировалось в прямом эфире Польским радио и телевидением. В концерте приняли участие исполнители из девяти стран. Мероприятия состояло из конкурсной и гала-части. В каждой части каждый артист мог исполнить по одной песне соответственно. Международное жюри, возглавляемое Витольдом Пограничны (Польское радио), присудило Гран-при 1986 года певице Иржине Урбан из Праги за ее исполнение песни "The Girls' Summer Loves" (музыка Йиндржиха Брабеца и текст Ярослава Шпронгла). Вторая премия досталась Конни Штраух (ГДР), третья - Дануте Бложейчик (Польша).[97]
- в польских источниках встречается упоминание о гран-при Фестиваля OIRT 1987 года, выигранного Йоанной Загданьской,[98] и прошедшего в Болгарии,[99] в городе София.[100]
- имеются упоминания об организации международных фестивалей в рамках деятельности рабочих групп OIRT - в частности, подгруппы по легкой музыке и развлечениям[101]

Ниже указан список победителей конкурса песни Интервидение за всё время его существования:
| Год  | Дата          | Место проведения | Фестиваль проведения и наименование конкурса | Вещатель-победитель                       | Исполнитель        | Песня                               | Язык       | Перевод            |
| ---- | ------------- | ---------------- | -------------------------------------------- | ----------------------------------------- | ------------------ | ----------------------------------- | ---------- | ------------------ |
| 1965 | 12 июня       | Прага            | «Злата Прага» (Zlatý klíč Intervize)         | Československá televize                   | Карел Готт         | «Tam, kam chodí vítr spát»          | Чешский    | Где засыпает ветер |
| 1966 | 25 июня       | Братислава       | «Братиславская лира» (Zlatý klíč Intervize)  | Българско радио и телевизия               | Лили Иванова       | «Адажио»                            | Болгарский | Адажио             |
| 1967 | 17 июня       | Братислава       | «Братиславская лира» (Zlatý klíč Intervize)  | Československá televize                   | Эва Пиларова       | «Rekviem»                           | Чешский    | Реквием            |
| 1968 | 22 июня       | Карловы Вары     | «Злата Прага» (Zlatý klíč Intervize)         | Československá televize                   | Карел Готт         | «Proč ptáci zpívají?»               | Чешский    | Почему поют птицы? |
| 1977 | 24—27 августа | Сопот            | Sopot Festival (Okres Interwizji)            | Československá televize                   | Гелена Вондрачкова | «Malovaný džbánku»                  | Словацкий  | Расписной кувшин   |
| 1978 | 23—26 августа | Сопот            | Sopot Festival (Okres Interwizji)            | Центральное телевидение Гостелерадио СССР | Алла Пугачёва      | «Всё могут короли»                  | Русский    | -                  |
| 1979 | 22—25 августа | Сопот            | Sopot Festival (Okres Interwizji)            | Polska Telewizja                          | Чеслав Немен       | «Nim przyjdzie wiosna»              | Польский   | До прихода весны   |
| 1980 | 20—23 августа | Сопот            | Sopot Festival (Okres Interwizji)            | Yleisradio Oy                             | Марион Рунг        | «Where Is the Night» («Hyvästi yö») | Финский    | Прощальный вечер   |

За время организации фестиваля вещатели Интервидения показали следующие результаты (в графе "I" вместе учтены Гран-при и Первые премии конкурсов):
| №   | Страна       | Вещатель   | I | II | III | Всего участий | Год дебюта |
| --- | ------------ | ---------- | - | -- | --- | ------------- | ---------- |
| 1   | Чехословакия | ČST        | 6 | 1  | 1   | 8             | 1965       |
| 2   | СССР         | TSS        | 2 | 0  | 1   | 8             | 1965       |
| 3   | Польша       | TVP        | 1 | 2  | 1   | 8             | 1965       |
| 4-5 | Болгария     | BT         | 1 | 0  | 1   | 7             | 1966       |
| 4-5 | Финляндия    | YLE        | 1 | 0  | 1   | 7             | 1966       |
| 6   | Куба         | ICRT       | 1 | 0  | 0   | 3             | 1977       |
| 7-8 | Венгрия      | MT         | 0 | 1  | 0   | 8             | 1965       |
| 7-8 | ГДР          | DFF/DDR-FS | 0 | 1  | 0   | 8             | 1965       |
| 9   | Румыния      | TVR        | 0 | 0  | 1   | 5             | 1968       |

### Прочие мероприятия

#### Кубок Интервидения
В рамках спортивного программного обмена организовывался Кубок Интервидения по художественной гимнастике. Участниками соревнований были представители из стран, входивших в систему Интервидения. Проводился ежегодно и поочередно в каждой стране-участнице. Решение о проведении мероприятия было принято по предложению болгарского телевидения в июле 1967 года в Варне на совещании спортивных экспертов стран-членов Интервидения. Первый турнир состоялся в Софии в 1968 году. Далее ежегодно в конце сезона(ноябрь-декабрь) состязания проводились поочередно – в Болгарии, ГДР, СССР, Венгрии, Чехословакии и Польше. Право оспаривать Кубок Интервидения имели абсолютные чемпионки стран-участниц соревнований и их лучшие юные спортсменки до 14 лет. Среди победителей были ведущие спортсменки из Чехословакии, Болгарии, СССР - в частности, Любовь Парадиева (Кубок 1970 года), Галима Шугурова (Кубок 1973 года), Ирина Дерюгина (Кубки 1975, 1976, 1977, 1978 годов), Марина Лобач (Кубок 1987 года), Оксана Скалдина (Кубок 1989 года). Турнир проводился до 1991 года.

#### Программные выставки
Наряду с многосторонним обменом, стартовавшим в 1960 году под эгидой сети "Интервидения", OIRT также поощрял двухсторонний обмен контентом между вещателями: телезаписями, фильмами, детскими программами. С 1962 года OIRT пристально начал заниматься темой упорядочения организации двухсторонних обменов - каталоги передач, практиковавшиеся до этого, были менее привлекательной формой предложения передач по сравнению с обычной демонстрацией фильмов или отсмотром предлагаемых программ от конкретного вещателя после заседания специальной рабочей группы OIRT. На такие отсмотры приглашались вещатели как Интервидения, так и Евровидения, что дало OIRT возможность преобразовывать массовые отсмотры контента в программные выставки, как новую разновидность демонстрации предложений контента для двустороннего обмена. 
С 1963 по 1973 год, каждую осень в ЧССР проводился Брновский международный кинофорум, нацеленный как на киноиндустрию, так и на телевизионные организации. В 1966 году был основан Международный телевизионный форум стран Интервидения ("Teleforum"), проводившийся сначала в Праге, а с 1968 года до конца 1980-х годов - в Москве. Об устройстве телефорума говорит следующая цитата: "Любители шумных фестивалей, торжественных помпезных встреч были бы обмануты, если бы пришли в концертную студию "Останкино" в момент работы форума. Повсюду царит полная тишина, людей почти не видно. Только при ближайшем рассмотрении многих необычных конструкций можно понять, что это демонстрационные залы, главное место проведения "торгов", где проводится отбор лучших работ". Семидневный московский форум проходил наряду с Каннской (MIFED) и Миланской телевизионной выставкой (MIP TV), но специфика "Teleforum" заключалась в ее смешанной природе - участники Интервидения получали программы по обмену по-прежнему бесплатно, а коммерческие отношения по обмену программами осуществлялись с вещателями из Европейского вещательного союза и стран, находящихся за пределами Европы - например, США и Канады. Московский форум не выделялся большой емкостью в отличии от западных мероприятий - в 1970-1980-е года его посещали порядка 150 представителей из 40 стран, а объем предлагаемого контента варьировался от 200 единиц на форуме 1970 года, 280 единиц на форуме 1978 года до 500 единиц на форуме 1986 года.

## Ликвидация и прекращение существования
На майской внеочередной Генеральной ассамблее OIRT 1989 года в Праге обсуждались вопросы возможной реорганизации объединения. В марте 1990 года на внеочередном заседании Административного совета OIRT была сформирована временная рабочая группа с целью определения дальнейших путей развития организации и их характера. В том же 1990 году идея слияния OIRT и Европейского вещательного союза впервые стала обсуждаться в технических кругах организации.  В январе 1991 года эта идея была оформлена в виде юридического намерения и утверждена в виде резолюции Генеральной ассамблеи OIRT на ее XXXV сессии, состоявшейся в венгерском Будапеште. Европейский вещательный союз в свою очередь на своей Генеральной ассамблее, прошедшей с 26 июня по 1 июля 1991 в Ватикане, поприветствовал инициативу OIRT и согласился на тесное сотрудничество в процедуре объединения.
В октябре 1991 года OIRT и ЕВС учредили совместный Руководящий комитет EBU/OIRT, на который Административные советы обоих союзов возложили задачу планирования конкретных мер, направленных на создание единого Общеевропейского вещательного союза к 1 января 1993 года, и надзора за всеми аспектами объединения с помощью ряда рабочих подгрупп. В ходе подготовительных обсуждений между OIRT и ЕВС было принято окончательное решение относительно юридической формы объединения - оно должно было состояться так, чтобы никак не повлиять на текущий правовой статус Европейского вещательного союза. Процедуру объединения возглавил Рейно Паасилинна (генеральный директор финского члена OIRT -  YLE) Сопредседателем группы был Валентин Лазуткин (заместитель председателя — генеральный директор по международным связям и вещанию на зарубежные страны советского члена OIRT Всесоюзной телерадиокомпании, RTSS).
Со своей стороны ЕВС принял следующие организационные решения:
- все европейские активные члены OIRT были наделены статусом ассоциированных членов Европейского вещательного союза (за исключением Чехословакии - ČST, ČSR, Венгрии - MR, MTV, и Польши - PRT, которые были наделены подобным статусом по результатам работы внеочередной сессии Генеральной ассамблеи ЕВС в Париже 30 июня 1990 года, внесшей необходимые изменения в устав Европейского вещательного союза[106][8])
- в июне 1992 года на Генеральной ассамблее ЕВС в Осло было принято решение о наделении европейских активных членов OIRT статусом активных членов Европейского вещательного союза.

Со стороны OIRT были приняты следующие организационные решения:
- Административный совет OIRT на своей сессии в мае 1992 года одобрил Соглашение об объединении OIRT/EBU[45]
- 20 октября 1992 года Генеральная ассамблея OIRT на своей XXXVI сессии в Москве одобрила Соглашение об объединении и приняла решение о созыве внеочередной сессии на следующий день. Во время работы сессии заявлялось, что "цель союза -  сотрудничество между телекомпаниями различных стран в обмене новостями. Например, если Всероссийская телерадиокомпания, являясь членом союза, отсняла пресс-конференцию Ельцина, то она по запросу других телекомпаний — членов этого союза должна предоставить в случае их заинтересованности этот материал, а взамен получить через EBU подобную информацию, например от СNN.". Впрочем, в кулуарах ассамблеи признавали, что "вопрос об объединении ставить не корректно. Объясняется это тем, что данный процесс — не объединение союзов, а фактический распад OIRT с последующим вступлением его членов в EBU".[107]
- 21 октября 1992 года Генеральная ассамблея OIRT на внеочередной сессии официально распустила организацию и приняла меры по ее юридической ликвидации. Газета "Коммерсант" описала работу ассамблеи так:

В повестке дня внеочередной сессии общего совета OIRT было три вопроса: прекращение деятельности этой организации, передача ее финансов и имущества, а также вопрос о комиссии по ликвидации и ликвидационной группе. На утверждение первого пункта было затрачено 20 минут, решение о расформировании приняли единогласно. Юридически OIRT прекратит свое существование 31 декабря сего года.
Горячая дискуссия разгорелась по второму пункту повестки дня. В принятой 20 октября резолюции говорилось, что компании — члены OIRT, не выполнившие свои финансовые обязательства перед этой организацией до 15 ноября с. г., не будут иметь долю в остатке активов международной организации сверх 3,6 млн долларов. Этой суммой были оценены остатки активов, которые можно использовать на своеобразный коллективный членский взнос в европейский вещательный союз (EBU, система "Евровидение"). Против резолюции выступили представители Украины и Молдовы. Они связали свои финансовые проблемы с крахом Внешэкономбанка и предложили перенести свои долги перед ОIRТ на EBU.Это предложение не прошло.
Третий пункт был принят без особых прений.
После перерыва была продолжена дискуссия из повестки дня предыдущего заседания: о финансовой стороне трансляции футбольных чемпионатов мира 94 и 98 гг. Суть проблемы в том, что ОIRТ заключило с FIFA в 1987 году договор о покупке лицензии на трансляцию футбольных чемпионатов мира 90, 94 и 98 гг. Эта сумма, по словам генсекретаря ОIRT Милана Баумана, составила около 26 млн шв. фр. Но после распада СССР встал вопрос об оплате его доли образовавшимися республиками. Ясности в этом вопросе до сих пор нет. В резолюции сказано, что до 30 ноября 1992 г. нужно отправить полученные на этот момент деньги в FIFA вместе со списком неуплативших стран.
К концу 1992 года Европейский вещательный союз взял на себя деятельность OIRT для его европейских членов, и интегрировал их в сеть "Евровидение". В последний рабочий день ноября 1992 года сеть "Интервидение" и ее координаторы в чешском Техническом центре отключили пульты и остановили весь внутрисетевой трафик по линиям связи, образовывавшим сеть обмена. В течение 1993 года ЕВС завершил формирование своих Постоянных служб в Женеве, и произвел переезд Технического центра в Праге в Брюссель, где располагался технический центр Европейского вещательного союза.